# فهرست خورشیدگرفتگی‌های سده ۲۹ (میلادی)
این فهرست شامل خورشیدگرفتگی‌های قرن ۲۹ میلادی است که در طی سال‌های ۲۸۰۱ تا ۲۹۰۰ روی خواهند داد. در این دوره ۲۵۴ خورشیدگرفتگی رخ خواهد داد که ۹۵ مورد آن خورشیدگرفتگی جزئی، ۸۷ مورد خورشیدگرفتگی حلقه‌ای، ۶۳ خورشیدگرفتگی کامل و ۹ مورد نیز از نوع خورشیدگرفتگی مرکب خواهد بود.
| تاریخ           | زمان بزرگ‌ترین گرفت | چرخهٔ ساروس | نوع    | قدر    | مدت زمان          | مکان                                            | مسیر گرفتگی            | ناحیهٔ جغرافیایی | منبع(ها) |
| --------------- | ------------------ | ---------- | ------ | ------ | ----------------- | ----------------------------------------------- | ---------------------- | --------------- | -------- |
| ۶ ژانویه ۲۸۰۱   | ۰۱:۱۷:۳۰           | ۱۵۴        | کامل   | ۱٫۰۴۳۲ | ۰۴ دقیقه ۰۷ ثانیه | ۱۵°۳۰′شمالی ۱۷۳°۴۲′شرقی / ۱۵٫۵°شمالی ۱۷۳٫۷°شرقی | ۱۸۲ کیلومتر (۱۱۳ مایل) |                 | [ ۱ ]    |
| ۲ ژوئیه ۲۸۰۱    | ۰۶:۳۴:۲۶           | ۱۵۹        | حلقه‌ای | ۰٫۹۴۹۲ | ۰۷ دقیقه ۰۳ ثانیه | ۱۰°۱۲′شمالی ۹۵°۴۸′شرقی / ۱۰٫۲°شمالی ۹۵٫۸°شرقی   | ۱۹۱ کیلومتر (۱۱۹ مایل) |                 | [ ۱ ]    |
| ۲۶ دسامبر ۲۸۰۱  | ۱۶:۵۰:۳۷           | ۱۶۴        | کامل   | ۱٫۰۳۲۸ | ۰۳ دقیقه ۰۴ ثانیه | ۲۶°۳۶′جنوبی ۶۰°۲۴′غربی / ۲۶٫۶°جنوبی ۶۰٫۴°غربی   | ۱۱۱ کیلومتر (۶۹ مایل)  |                 | [ ۱ ]    |
| ۲۱ ژوئن ۲۸۰۲    | ۰۹:۲۵:۳۰           | ۱۶۹        | حلقه‌ای | ۰٫۹۷۹۸ | ۰۱ دقیقه ۴۶ ثانیه | ۵۶°۳۰′شمالی ۴۶°۵۴′شرقی / ۵۶٫۵°شمالی ۴۶٫۹°شرقی   | ۸۶ کیلومتر (۵۳ مایل)   |                 | [ ۱ ]    |
| ۱۶ دسامبر ۲۸۰۲  | ۰۴:۴۴:۲۵           | ۱۷۴        | حلقه‌ای | ۰٫۹۷۶۵ | ۰۱ دقیقه ۳۹ ثانیه | ۷۳°۰۶′جنوبی ۹۷°۳۶′شرقی / ۷۳٫۱°جنوبی ۹۷٫۶°شرقی   | ۱۳۴ کیلومتر (۸۳ مایل)  |                 | [ ۱ ]    |
| ۱۲ مه ۲۸۰۳      | ۱۰:۳۷:۲۰           | ۱۴۱        | جزئی   | ۰٫۳۹۷۶ | —                 | ۶۳°۰۰′جنوبی ۸۲°۴۲′شرقی / ۶۳٫۰°جنوبی ۸۲٫۷°شرقی   | —                      |                 | [ ۱ ]    |
| ۱۰ ژوئن ۲۸۰۳    | ۱۹:۱۵:۱۱           | ۱۷۹        | جزئی   | ۰٫۵۰۹۱ | —                 | ۶۵°۰۶′شمالی ۱۰۸°۰۶′شرقی / ۶۵٫۱°شمالی ۱۰۸٫۱°شرقی | —                      |                 | [ ۱ ]    |
| ۵ نوامبر ۲۸۰۳   | ۱۵:۵۴:۳۴           | ۱۴۶        | جزئی   | ۰٫۱۸۷۱ | —                 | ۶۲°۱۸′شمالی ۷°۳۶′شرقی / ۶۲٫۳°شمالی ۷٫۶°شرقی     | —                      |                 | [ ۱ ]    |
| ۵ دسامبر ۲۸۰۳   | ۰۹:۳۶:۳۴           | ۱۸۴        | جزئی   | ۰٫۰۶۰۲ | —                 | ۶۴°۳۰′جنوبی ۱۰۳°۰۰′غربی / ۶۴٫۵°جنوبی ۱۰۳٫۰°غربی | —                      |                 | [ ۱ ]    |
| ۱ مه ۲۸۰۴       | ۰۳:۰۹:۲۴           | ۱۵۱        | کامل   | ۱٫۰۶۳۶ | ۰۵ دقیقه ۲۱ ثانیه | ۱۹°۰۰′جنوبی ۱۵۹°۳۶′شرقی / ۱۹٫۰°جنوبی ۱۵۹٫۶°شرقی | ۲۵۷ کیلومتر (۱۶۰ مایل) |                 | [ ۱ ]    |
| ۲۴ اکتبر ۲۸۰۴   | ۱۵:۴۸:۰۲           | ۱۵۶        | حلقه‌ای | ۰٫۹۳۹۲ | ۰۶ دقیقه ۳۰ ثانیه | ۳۱°۱۲′شمالی ۲۶°۰۰′غربی / ۳۱٫۲°شمالی ۲۶٫۰°غربی   | ۳۲۷ کیلومتر (۲۰۳ مایل) |                 | [ ۱ ]    |
| ۲۰ آوریل ۲۸۰۵   | ۱۸:۴۱:۰۹           | ۱۶۱        | کامل   | ۱٫۰۳۱۳ | ۰۲ دقیقه ۴۶ ثانیه | ۱۷°۴۲′شمالی ۹۰°۴۲′غربی / ۱۷٫۷°شمالی ۹۰٫۷°غربی   | ۱۰۶ کیلومتر (۶۶ مایل)  |                 | [ ۱ ]    |
| ۱۳ اکتبر ۲۸۰۵   | ۲۱:۰۴:۲۹           | ۱۶۶        | حلقه‌ای | ۰٫۹۹۵۴ | ۰۰ دقیقه ۲۷ ثانیه | ۹°۰۶′جنوبی ۱۲۷°۱۲′غربی / ۹٫۱°جنوبی ۱۲۷٫۲°غربی   | ۱۶ کیلومتر (۹٫۹ مایل)  |                 | [ ۱ ]    |
| ۱۰ آوریل ۲۸۰۶   | ۰۴:۴۵:۳۱           | ۱۷۱        | حلقه‌ای | ۰٫۹۶۴۳ | ۰۲ دقیقه ۳۹ ثانیه | ۵۷°۱۸′شمالی ۷۲°۴۸′شرقی / ۵۷٫۳°شمالی ۷۲٫۸°شرقی   | ۲۶۹ کیلومتر (۱۶۷ مایل) |                 | [ ۱ ]    |
| ۳ اکتبر ۲۸۰۶    | ۰۹:۳۶:۱۲           | ۱۷۶        | کامل   | ۱٫۰۴۴۷ | ۰۳ دقیقه ۱۰ ثانیه | ۴۴°۳۰′جنوبی ۱۶°۱۸′شرقی / ۴۴٫۵°جنوبی ۱۶٫۳°شرقی   | ۲۱۹ کیلومتر (۱۳۶ مایل) |                 | [ ۱ ]    |
| ۲۸ فوریه ۲۸۰۷   | ۱۳:۱۰:۰۸           | ۱۴۳        | جزئی   | ۰٫۳۲۸۸ | —                 | ۶۱°۲۴′جنوبی ۱۰۲°۵۴′شرقی / ۶۱٫۴°جنوبی ۱۰۲٫۹°شرقی | —                      |                 | [ ۱ ]    |
| ۲۴ اوت ۲۸۰۷     | ۱۸:۳۹:۲۸           | ۱۴۸        | جزئی   | ۰٫۸۲۲۷ | —                 | ۶۱°۴۲′شمالی ۲۴°۳۰′شرقی / ۶۱٫۷°شمالی ۲۴٫۵°شرقی   | —                      |                 | [ ۱ ]    |
| ۲۳ سپتامبر ۲۸۰۷ | ۰۲:۰۸:۱۰           | ۱۸۶        | جزئی   | ۰٫۱۹۳۳ | —                 | ۶۱°۱۸′جنوبی ۶۹°۱۲′شرقی / ۶۱٫۳°جنوبی ۶۹٫۲°شرقی   | —                      |                 | [ ۱ ]    |
| ۱۷ فوریه ۲۸۰۸   | ۱۳:۵۳:۳۷           | ۱۵۳        | حلقه‌ای | ۰٫۹۴۴۱ | ۰۴ دقیقه ۵۶ ثانیه | ۴۷°۴۸′جنوبی ۱۲°۵۴′شرقی / ۴۷٫۸°جنوبی ۱۲٫۹°شرقی   | ۲۷۱ کیلومتر (۱۶۸ مایل) |                 | [ ۱ ]    |
| ۱۳ اوت ۲۸۰۸     | ۰۸:۴۰:۵۵           | ۱۵۸        | کامل   | ۱٫۰۱۷۸ | ۰۱ دقیقه ۳۲ ثانیه | ۳۴°۳۰′شمالی ۷۵°۱۸′شرقی / ۳۴٫۵°شمالی ۷۵٫۳°شرقی   | ۶۶ کیلومتر (۴۱ مایل)   |                 | [ ۱ ]    |
| ۵ فوریه ۲۸۰۹    | ۲۱:۲۰:۵۸           | ۱۶۳        | مرکب   | ۱٫۰۰۱۱ | ۰۰ دقیقه ۰۶ ثانیه | ۱۲°۰۶′جنوبی ۱۲۵°۴۸′غربی / ۱۲٫۱°جنوبی ۱۲۵٫۸°غربی | ۴ کیلومتر (۲٫۵ مایل)   |                 | [ ۱ ]    |
| ۲ اوت ۲۸۰۹      | ۱۵:۵۹:۴۳           | ۱۶۸        | حلقه‌ای | ۰٫۹۶۶۵ | ۰۳ دقیقه ۵۸ ثانیه | ۴°۵۴′جنوبی ۵۳°۳۶′غربی / ۴٫۹°جنوبی ۵۳٫۶°غربی     | ۱۳۱ کیلومتر (۸۱ مایل)  |                 | [ ۱ ]    |
| ۲۶ ژانویه ۲۸۱۰  | ۱۱:۰۰:۵۴           | ۱۷۳        | کامل   | ۱٫۰۳۶۹ | ۰۳ دقیقه ۱۱ ثانیه | ۲۶°۳۰′شمالی ۱۴°۰۶′شرقی / ۲۶٫۵°شمالی ۱۴٫۱°شرقی   | ۱۸۲ کیلومتر (۱۱۳ مایل) |                 | [ ۱ ]    |
| ۲۲ ژوئیه ۲۸۱۰   | ۱۷:۱۸:۳۷           | ۱۷۸        | جزئی   | ۰٫۶۵۷۹ | —                 | ۶۳°۲۴′جنوبی ۱۰۸°۰۶′غربی / ۶۳٫۴°جنوبی ۱۰۸٫۱°غربی | —                      |                 | [ ۱ ]    |
| ۱۷ دسامبر ۲۸۱۰  | ۱۵:۳۱:۴۵           | ۱۴۵        | جزئی   | ۰٫۴۲۴۸ | —                 | ۶۶°۳۰′جنوبی ۱۲۹°۴۲′شرقی / ۶۶٫۵°جنوبی ۱۲۹٫۷°شرقی | —                      |                 | [ ۱ ]    |
| ۱۶ ژانویه ۲۸۱۱  | ۰۲:۴۴:۴۱           | ۱۸۳        | جزئی   | ۰٫۲۶۲۹ | —                 | ۶۳°۵۴′شمالی ۱۱۵°۱۲′شرقی / ۶۳٫۹°شمالی ۱۱۵٫۲°شرقی | —                      |                 | [ ۱ ]    |
| ۱۲ ژوئن ۲۸۱۱    | ۰۶:۵۸:۴۶           | ۱۵۰        | حلقه‌ای | ۰٫۹۸۸۰ | ۰۰ دقیقه ۴۷ ثانیه | ۸۲°۴۸′شمالی ۱۰۲°۲۴′شرقی / ۸۲٫۸°شمالی ۱۰۲٫۴°شرقی | ۸۴ کیلومتر (۵۲ مایل)   |                 | [ ۱ ]    |
| ۷ دسامبر ۲۸۱۱   | ۰۱:۴۲:۱۹           | ۱۵۵        | حلقه‌ای | ۰٫۹۶۴۰ | ۰۲ دقیقه ۵۵ ثانیه | ۶۴°۱۸′جنوبی ۱۶۳°۳۶′شرقی / ۶۴٫۳°جنوبی ۱۶۳٫۶°شرقی | ۱۷۵ کیلومتر (۱۰۹ مایل) |                 | [ ۱ ]    |
| ۳۱ مه ۲۸۱۲      | ۱۸:۳۹:۵۸           | ۱۶۰        | کامل   | ۱٫۰۴۹۳ | ۰۴ دقیقه ۳۶ ثانیه | ۲۶°۱۲′شمالی ۸۷°۱۸′غربی / ۲۶٫۲°شمالی ۸۷٫۳°غربی   | ۱۶۴ کیلومتر (۱۰۲ مایل) |                 | [ ۱ ]    |
| ۲۵ نوامبر ۲۸۱۲  | ۰۴:۳۹:۰۲           | ۱۶۵        | حلقه‌ای | ۰٫۹۲۹۲ | ۰۹ دقیقه ۳۳ ثانیه | ۱۸°۵۴′جنوبی ۱۲۰°۰۰′شرقی / ۱۸٫۹°جنوبی ۱۲۰٫۰°شرقی | ۲۶۶ کیلومتر (۱۶۵ مایل) |                 | [ ۱ ]    |
| ۲۱ مه ۲۸۱۳      | ۱۰:۵۷:۳۸           | ۱۷۰        | کامل   | ۱٫۰۶۸۸ | ۰۶ دقیقه ۱۱ ثانیه | ۲۰°۴۲′جنوبی ۳۲°۲۴′شرقی / ۲۰٫۷°جنوبی ۳۲٫۴°شرقی   | ۲۹۷ کیلومتر (۱۸۵ مایل) |                 | [ ۱ ]    |
| ۱۴ نوامبر ۲۸۱۳  | ۰۴:۰۲:۲۳           | ۱۷۵        | حلقه‌ای | ۰٫۹۲۷۶ | ۰۹ دقیقه ۰۴ ثانیه | ۲۸°۳۶′شمالی ۱۳۶°۰۰′شرقی / ۲۸٫۶°شمالی ۱۳۶٫۰°شرقی | ۳۹۸ کیلومتر (۲۴۷ مایل) |                 | [ ۱ ]    |
| ۱۱ آوریل ۲۸۱۴   | ۱۷:۲۱:۳۶           | ۱۴۲        | جزئی   | ۰٫۵۲۰۴ | —                 | ۷۱°۴۲′شمالی ۱۷۶°۰۰′شرقی / ۷۱٫۷°شمالی ۱۷۶٫۰°شرقی | —                      |                 | [ ۱ ]    |
| ۱۱ مه ۲۸۱۴      | ۰۳:۱۹:۴۲           | ۱۸۰        | جزئی   | ۰٫۲۶۹۶ | —                 | ۶۹°۴۲′جنوبی ۱۷۱°۵۴′شرقی / ۶۹٫۷°جنوبی ۱۷۱٫۹°شرقی | —                      |                 | [ ۱ ]    |
| ۴ اکتبر ۲۸۱۴    | ۱۹:۱۰:۴۳           | ۱۴۷        | جزئی   | ۰٫۳۴۴۰ | —                 | ۷۱°۵۴′جنوبی ۱۵۸°۱۲′شرقی / ۷۱٫۹°جنوبی ۱۵۸٫۲°شرقی | —                      |                 | [ ۱ ]    |
| ۳ نوامبر ۲۸۱۴   | ۰۷:۲۶:۴۰           | ۱۸۵        | جزئی   | ۰٫۲۶۷۸ | —                 | ۷۰°۳۶′شمالی ۱۱۷°۳۶′شرقی / ۷۰٫۶°شمالی ۱۱۷٫۶°شرقی | —                      |                 | [ ۱ ]    |
| ۱ آوریل ۲۸۱۵    | ۰۱:۱۷:۰۷           | ۱۵۲        | حلقه‌ای | ۰٫۹۵۳۲ | ۰۴ دقیقه ۴۸ ثانیه | ۳۸°۰۰′شمالی ۱۶۲°۱۲′شرقی / ۳۸٫۰°شمالی ۱۶۲٫۲°شرقی | ۲۰۸ کیلومتر (۱۲۹ مایل) |                 | [ ۱ ]    |
| ۲۴ سپتامبر ۲۸۱۵ | ۰۹:۲۰:۲۷           | ۱۵۷        | کامل   | ۱٫۰۵۹۶ | ۰۴ دقیقه ۴۸ ثانیه | ۳۴°۳۶′جنوبی ۳۸°۴۲′شرقی / ۳۴٫۶°جنوبی ۳۸٫۷°شرقی   | ۲۴۰ کیلومتر (۱۵۰ مایل) |                 | [ ۱ ]    |
| ۲۰ مارس ۲۸۱۶    | ۰۲:۱۷:۳۴           | ۱۶۲        | حلقه‌ای | ۰٫۹۲۵۹ | ۰۹ دقیقه ۴۸ ثانیه | ۷°۱۲′جنوبی ۱۶۲°۴۲′شرقی / ۷٫۲°جنوبی ۱۶۲٫۷°شرقی   | ۲۸۱ کیلومتر (۱۷۵ مایل) |                 | [ ۱ ]    |
| ۱۳ سپتامبر ۲۸۱۶ | ۰۲:۱۳:۱۴           | ۱۶۷        | کامل   | ۱٫۰۶۸۶ | ۰۶ دقیقه ۰۶ ثانیه | ۱۱°۰۶′شمالی ۱۶۱°۳۰′شرقی / ۱۱٫۱°شمالی ۱۶۱٫۵°شرقی | ۲۲۶ کیلومتر (۱۴۰ مایل) |                 | [ ۱ ]    |
| ۹ مارس ۲۸۱۷     | ۰۲:۱۶:۵۴           | ۱۷۲        | حلقه‌ای | ۰٫۹۳۴۸ | ۰۵ دقیقه ۴۹ ثانیه | ۵۶°۱۲′جنوبی ۱۷۲°۵۴′غربی / ۵۶٫۲°جنوبی ۱۷۲٫۹°غربی | ۴۲۵ کیلومتر (۲۶۴ مایل) |                 | [ ۱ ]    |
| ۲ سپتامبر ۲۸۱۷  | ۱۷:۰۷:۳۷           | ۱۷۷        | کامل   | ۱٫۰۱۸۶ | ۰۱ دقیقه ۱۴ ثانیه | ۶۶°۳۰′شمالی ۲۳°۰۶′غربی / ۶۶٫۵°شمالی ۲۳٫۱°غربی   | ۱۵۰ کیلومتر (۹۳ مایل)  |                 | [ ۱ ]    |
| ۲۷ ژانویه ۲۸۱۸  | ۱۹:۲۵:۵۸           | ۱۴۴        | جزئی   | ۰٫۴۱۶۷ | —                 | ۶۹°۳۶′شمالی ۱۲۳°۰۶′غربی / ۶۹٫۶°شمالی ۱۲۳٫۱°غربی | —                      |                 | [ ۱ ]    |
| ۲۶ فوریه ۲۸۱۸   | ۰۸:۰۷:۴۴           | ۱۸۲        | جزئی   | ۰٫۱۴۹۲ | —                 | ۷۱°۴۲′جنوبی ۱۶۸°۳۰′غربی / ۷۱٫۷°جنوبی ۱۶۸٫۵°غربی | —                      |                 | [ ۱ ]    |
| ۲۴ ژوئیه ۲۸۱۸   | ۱۲:۲۴:۲۰           | ۱۴۹        | جزئی   | ۰٫۸۶۱۵ | —                 | ۶۹°۱۲′جنوبی ۱۱°۴۲′غربی / ۶۹٫۲°جنوبی ۱۱٫۷°غربی   | —                      |                 | [ ۱ ]    |
| ۱۷ ژانویه ۲۸۱۹  | ۱۰:۰۸:۳۷           | ۱۵۴        | کامل   | ۱٫۰۴۳۳ | ۰۴ دقیقه ۰۴ ثانیه | ۱۷°۲۴′شمالی ۳۹°۳۶′شرقی / ۱۷٫۴°شمالی ۳۹٫۶°شرقی   | ۱۸۴ کیلومتر (۱۱۴ مایل) |                 | [ ۱ ]    |
| ۱۳ ژوئیه ۲۸۱۹   | ۱۳:۰۳:۱۶           | ۱۵۹        | حلقه‌ای | ۰٫۹۵۰۲ | ۰۶ دقیقه ۵۸ ثانیه | ۳°۴۸′شمالی ۱°۴۲′غربی / ۳٫۸°شمالی ۱٫۷°غربی       | ۱۹۲ کیلومتر (۱۱۹ مایل) |                 | [ ۱ ]    |
| ۷ ژانویه ۲۸۲۰   | ۰۱:۳۶:۱۱           | ۱۶۴        | کامل   | ۱٫۰۳۰۰ | ۰۲ دقیقه ۵۱ ثانیه | ۲۵°۲۴′جنوبی ۱۷۰°۱۲′شرقی / ۲۵٫۴°جنوبی ۱۷۰٫۲°شرقی | ۱۰۲ کیلومتر (۶۳ مایل)  |                 | [ ۱ ]    |
| ۱ ژوئیه ۲۸۲۰    | ۱۶:۱۷:۰۳           | ۱۶۹        | حلقه‌ای | ۰٫۹۸۴۷ | ۰۱ دقیقه ۲۴ ثانیه | ۵۰°۴۸′شمالی ۵۰°۱۸′غربی / ۵۰٫۸°شمالی ۵۰٫۳°غربی   | ۶۱ کیلومتر (۳۸ مایل)   |                 | [ ۱ ]    |
| ۲۶ دسامبر ۲۸۲۰  | ۱۳:۰۸:۵۴           | ۱۷۴        | حلقه‌ای | ۰٫۹۷۲۵ | ۰۱ دقیقه ۵۹ ثانیه | ۷۳°۴۲′جنوبی ۱۳°۴۲′غربی / ۷۳٫۷°جنوبی ۱۳٫۷°غربی   | ۱۵۶ کیلومتر (۹۷ مایل)  |                 | [ ۱ ]    |
| ۲۲ مه ۲۸۲۱      | ۱۸:۲۱:۰۱           | ۱۴۱        | جزئی   | ۰٫۲۹۴۹ | —                 | ۶۳°۴۸′جنوبی ۴۲°۰۰′غربی / ۶۳٫۸°جنوبی ۴۲٫۰°غربی   | —                      |                 | [ ۱ ]    |
| ۲۱ ژوئن ۲۸۲۱    | ۰۲:۳۵:۵۰           | ۱۷۹        | جزئی   | ۰٫۶۴۶۳ | —                 | ۶۶°۰۶′شمالی ۱۱°۳۶′غربی / ۶۶٫۱°شمالی ۱۱٫۶°غربی   | —                      |                 | [ ۱ ]    |
| ۱۵ نوامبر ۲۸۲۱  | ۲۳:۲۶:۴۳           | ۱۴۶        | جزئی   | ۰٫۱۳۱۴ | —                 | ۶۳°۰۰′شمالی ۱۱۴°۰۰′غربی / ۶۳٫۰°شمالی ۱۱۴٫۰°غربی | —                      |                 | [ ۱ ]    |
| ۱۵ دسامبر ۲۸۲۱  | ۱۷:۳۴:۵۴           | ۱۸۴        | جزئی   | ۰٫۰۸۴۵ | —                 | ۶۵°۳۰′جنوبی ۱۲۸°۰۰′شرقی / ۶۵٫۵°جنوبی ۱۲۸٫۰°شرقی | —                      |                 | [ ۱ ]    |
| ۱۲ مه ۲۸۲۲      | ۱۱:۰۴:۳۴           | ۱۵۱        | کامل   | ۱٫۰۶۵۰ | ۰۵ دقیقه ۳۴ ثانیه | ۲۰°۲۴′جنوبی ۴۰°۳۶′شرقی / ۲۰٫۴°جنوبی ۴۰٫۶°شرقی   | ۲۷۸ کیلومتر (۱۷۳ مایل) |                 | [ ۱ ]    |
| ۴ نوامبر ۲۸۲۲   | ۲۳:۱۹:۱۲           | ۱۵۶        | حلقه‌ای | ۰٫۹۳۷۶ | ۰۶ دقیقه ۴۹ ثانیه | ۳۱°۵۴′شمالی ۱۳۹°۲۴′غربی / ۳۱٫۹°شمالی ۱۳۹٫۴°غربی | ۳۶۲ کیلومتر (۲۲۵ مایل) |                 | [ ۱ ]    |
| ۲ مه ۲۸۲۳       | ۰۲:۳۴:۰۵           | ۱۶۱        | کامل   | ۱٫۰۳۱۴ | ۰۲ دقیقه ۵۱ ثانیه | ۱۸°۵۴′شمالی ۱۵۲°۳۶′شرقی / ۱۸٫۹°شمالی ۱۵۲٫۶°شرقی | ۱۰۶ کیلومتر (۶۶ مایل)  |                 | [ ۱ ]    |
| ۲۵ اکتبر ۲۸۲۳   | ۰۴:۵۰:۵۸           | ۱۶۶        | حلقه‌ای | ۰٫۹۹۵۷ | ۰۰ دقیقه ۲۶ ثانیه | ۱۰°۴۸′جنوبی ۱۱۷°۱۲′شرقی / ۱۰٫۸°جنوبی ۱۱۷٫۲°شرقی | ۱۵ کیلومتر (۹٫۳ مایل)  |                 | [ ۱ ]    |
| ۲۰ آوریل ۲۸۲۴   | ۱۲:۲۳:۲۱           | ۱۷۱        | حلقه‌ای | ۰٫۹۶۵۴ | ۰۲ دقیقه ۳۵ ثانیه | ۵۸°۴۲′شمالی ۳۷°۳۰′غربی / ۵۸٫۷°شمالی ۳۷٫۵°غربی   | ۲۲۸ کیلومتر (۱۴۲ مایل) |                 | [ ۱ ]    |
| ۱۳ اکتبر ۲۸۲۴   | ۱۷:۳۴:۱۷           | ۱۷۶        | کامل   | ۱٫۰۴۴۹ | ۰۳ دقیقه ۱۰ ثانیه | ۴۵°۴۲′جنوبی ۱۰۱°۰۰′غربی / ۴۵٫۷°جنوبی ۱۰۱٫۰°غربی | ۲۰۵ کیلومتر (۱۲۷ مایل) |                 | [ ۱ ]    |
| ۱۰ مارس ۲۸۲۵    | ۲۰:۵۶:۴۴           | ۱۴۳        | جزئی   | ۰٫۲۹۳۰ | —                 | ۶۱°۰۶′جنوبی ۲۱°۴۸′غربی / ۶۱٫۱°جنوبی ۲۱٫۸°غربی   | —                      |                 | [ ۱ ]    |
| ۴ سپتامبر ۲۸۲۵  | ۰۲:۱۳:۴۱           | ۱۴۸        | جزئی   | ۰٫۶۹۲۰ | —                 | ۶۱°۱۸′شمالی ۹۷°۱۸′غربی / ۶۱٫۳°شمالی ۹۷٫۳°غربی   | —                      |                 | [ ۱ ]    |
| ۳ اکتبر ۲۸۲۵    | ۱۰:۰۲:۴۱           | ۱۸۶        | جزئی   | ۰٫۲۹۱۶ | —                 | ۶۱°۱۸′جنوبی ۵۷°۴۲′غربی / ۶۱٫۳°جنوبی ۵۷٫۷°غربی   | —                      |                 | [ ۱ ]    |
| ۲۷ فوریه ۲۸۲۶   | ۲۲:۰۱:۰۰           | ۱۵۳        | حلقه‌ای | ۰٫۹۴۸۰ | ۰۴ دقیقه ۳۸ ثانیه | ۴۴°۱۲′جنوبی ۱۰۸°۱۸′غربی / ۴۴٫۲°جنوبی ۱۰۸٫۳°غربی | ۲۵۴ کیلومتر (۱۵۸ مایل) |                 | [ ۱ ]    |
| ۲۴ اوت ۲۸۲۶     | ۱۵:۵۲:۱۵           | ۱۵۸        | مرکب   | ۱٫۰۱۲۳ | ۰۱ دقیقه ۰۳ ثانیه | ۳۴°۳۶′شمالی ۲۹°۲۴′غربی / ۳۴٫۶°شمالی ۲۹٫۴°غربی   | ۴۷ کیلومتر (۲۹ مایل)   |                 | [ ۱ ]    |
| ۱۷ فوریه ۲۸۲۷   | ۰۵:۵۴:۴۴           | ۱۶۳        | مرکب   | ۱٫۰۰۵۲ | ۰۰ دقیقه ۳۰ ثانیه | ۹°۰۰′جنوبی ۱۰۶°۱۸′شرقی / ۹٫۰°جنوبی ۱۰۶٫۳°شرقی   | ۱۸ کیلومتر (۱۱ مایل)   |                 | [ ۱ ]    |
| ۱۳ اوت ۲۸۲۷     | ۲۲:۴۱:۱۰           | ۱۶۸        | حلقه‌ای | ۰٫۹۶۳۷ | ۰۴ دقیقه ۱۲ ثانیه | ۳°۰۰′جنوبی ۱۵۲°۵۴′غربی / ۳٫۰°جنوبی ۱۵۲٫۹°غربی   | ۱۳۸ کیلومتر (۸۶ مایل)  |                 | [ ۱ ]    |
| ۶ فوریه ۲۸۲۸    | ۱۹:۵۰:۴۴           | ۱۷۳        | کامل   | ۱٫۰۳۸۸ | ۰۳ دقیقه ۱۵ ثانیه | ۲۸°۰۰′شمالی ۱۲۰°۱۸′غربی / ۲۸٫۰°شمالی ۱۲۰٫۳°غربی | ۱۸۸ کیلومتر (۱۱۷ مایل) |                 | [ ۱ ]    |
| ۱ اوت ۲۸۲۸      | ۲۳:۴۵:۳۶           | ۱۷۸        | جزئی   | ۰٫۸۰۵۵ | —                 | ۶۲°۳۶′جنوبی ۱۴۶°۲۴′شرقی / ۶۲٫۶°جنوبی ۱۴۶٫۴°شرقی | —                      |                 | [ ۱ ]    |
| ۲۸ دسامبر ۲۸۲۸  | ۰۰:۱۰:۲۰           | ۱۴۵        | جزئی   | ۰٫۴۰۳۸ | —                 | ۶۵°۲۴′جنوبی ۹°۴۲′غربی / ۶۵٫۴°جنوبی ۹٫۷°غربی     | —                      |                 | [ ۱ ]    |
| ۲۶ ژانویه ۲۸۲۹  | ۱۱:۳۴:۱۲           | ۱۸۳        | جزئی   | ۰٫۲۶۹۳ | —                 | ۶۳°۰۶′شمالی ۲۶°۰۰′غربی / ۶۳٫۱°شمالی ۲۶٫۰°غربی   | —                      |                 | [ ۱ ]    |
| ۲۲ ژوئن ۲۸۲۹    | ۱۴:۰۱:۲۵           | ۱۵۰        | حلقه‌ای | ۰٫۹۹۰۴ | ۰۰ دقیقه ۳۵ ثانیه | ۸۳°۲۴′شمالی ۹۷°۵۴′شرقی / ۸۳٫۴°شمالی ۹۷٫۹°شرقی   | ۹۷ کیلومتر (۶۰ مایل)   |                 | [ ۱ ]    |
| ۱۷ دسامبر ۲۸۲۹  | ۰۹:۵۶:۱۹           | ۱۵۵        | حلقه‌ای | ۰٫۹۵۹۴ | ۰۳ دقیقه ۱۵ ثانیه | ۶۶°۰۶′جنوبی ۴۹°۳۰′شرقی / ۶۶٫۱°جنوبی ۴۹٫۵°شرقی   | ۲۰۲ کیلومتر (۱۲۶ مایل) |                 | [ ۱ ]    |
| ۱۲ ژوئن ۲۸۳۰    | ۰۲:۰۹:۵۵           | ۱۶۰        | کامل   | ۱٫۰۵۳۸ | ۰۴ دقیقه ۵۰ ثانیه | ۳۱°۰۶′شمالی ۱۶۱°۴۸′شرقی / ۳۱٫۱°شمالی ۱۶۱٫۸°شرقی | ۱۸۰ کیلومتر (۱۱۰ مایل) |                 | [ ۱ ]    |
| ۶ دسامبر ۲۸۳۰   | ۱۲:۲۷:۱۸           | ۱۶۵        | حلقه‌ای | ۰٫۹۲۶۱ | ۰۹ دقیقه ۵۷ ثانیه | ۲۱°۴۸′جنوبی ۴°۰۶′شرقی / ۲۱٫۸°جنوبی ۴٫۱°شرقی     | ۲۷۸ کیلومتر (۱۷۳ مایل) |                 | [ ۱ ]    |
| ۱ ژوئن ۲۸۳۱     | ۱۸:۴۲:۳۴           | ۱۷۰        | کامل   | ۱٫۰۷۲۰ | ۰۶ دقیقه ۳۹ ثانیه | ۱۴°۳۶′جنوبی ۸۶°۰۰′غربی / ۱۴٫۶°جنوبی ۸۶٫۰°غربی   | ۲۹۲ کیلومتر (۱۸۱ مایل) |                 | [ ۱ ]    |
| ۲۵ نوامبر ۲۸۳۱  | ۱۱:۴۴:۰۶           | ۱۷۵        | حلقه‌ای | ۰٫۹۲۷۰ | ۰۹ دقیقه ۳۲ ثانیه | ۲۴°۰۶′شمالی ۱۸°۰۶′شرقی / ۲۴٫۱°شمالی ۱۸٫۱°شرقی   | ۳۸۶ کیلومتر (۲۴۰ مایل) |                 | [ ۱ ]    |
| ۲۲ آوریل ۲۸۳۲   | ۰۱:۱۵:۳۱           | ۱۴۲        | جزئی   | ۰٫۴۳۹۷ | —                 | ۷۱°۰۶′شمالی ۴۴°۳۰′شرقی / ۷۱٫۱°شمالی ۴۴٫۵°شرقی   | —                      |                 | [ ۱ ]    |
| ۲۱ مه ۲۸۳۲      | ۱۱:۰۲:۵۹           | ۱۸۰        | جزئی   | ۰٫۳۶۶۲ | —                 | ۶۸°۴۲′جنوبی ۴۴°۴۲′شرقی / ۶۸٫۷°جنوبی ۴۴٫۷°شرقی   | —                      |                 | [ ۱ ]    |
| ۱۵ اکتبر ۲۸۳۲   | ۰۲:۵۷:۲۲           | ۱۴۷        | جزئی   | ۰٫۲۶۹۵ | —                 | ۷۱°۳۶′جنوبی ۲۸°۱۸′شرقی / ۷۱٫۶°جنوبی ۲۸٫۳°شرقی   | —                      |                 | [ ۱ ]    |
| ۱۳ نوامبر ۲۸۳۲  | ۱۵:۲۳:۰۴           | ۱۸۵        | جزئی   | ۰٫۳۲۷۱ | —                 | ۶۹°۴۲′شمالی ۱۳°۳۰′غربی / ۶۹٫۷°شمالی ۱۳٫۵°غربی   | —                      |                 | [ ۱ ]    |
| ۱۱ آوریل ۲۸۳۳   | ۰۸:۵۴:۱۲           | ۱۵۲        | حلقه‌ای | ۰٫۹۵۳۱ | ۰۴ دقیقه ۳۴ ثانیه | ۴۵°۰۰′شمالی ۴۶°۱۸′شرقی / ۴۵٫۰°شمالی ۴۶٫۳°شرقی   | ۲۱۷ کیلومتر (۱۳۵ مایل) |                 | [ ۱ ]    |
| ۴ اکتبر ۲۸۳۳    | ۱۷:۱۴:۵۶           | ۱۵۷        | کامل   | ۱٫۰۵۷۶ | ۰۴ دقیقه ۲۳ ثانیه | ۴۲°۱۲′جنوبی ۸۲°۳۶′غربی / ۴۲٫۲°جنوبی ۸۲٫۶°غربی   | ۲۴۴ کیلومتر (۱۵۲ مایل) |                 | [ ۱ ]    |
| ۳۱ مارس ۲۸۳۴    | ۰۹:۴۸:۱۶           | ۱۶۲        | حلقه‌ای | ۰٫۹۲۸۴ | ۰۹ دقیقه ۳۳ ثانیه | ۱°۰۰′جنوبی ۴۹°۰۶′شرقی / ۱٫۰°جنوبی ۴۹٫۱°شرقی     | ۲۷۰ کیلومتر (۱۷۰ مایل) |                 | [ ۱ ]    |
| ۲۴ سپتامبر ۲۸۳۴ | ۱۰:۰۱:۲۲           | ۱۶۷        | کامل   | ۱٫۰۶۴۷ | ۰۵ دقیقه ۵۱ ثانیه | ۳°۴۸′شمالی ۴۲°۵۴′شرقی / ۳٫۸°شمالی ۴۲٫۹°شرقی     | ۲۱۲ کیلومتر (۱۳۲ مایل) |                 | [ ۱ ]    |
| ۲۰ مارس ۲۸۳۵    | ۱۰:۰۶:۰۶           | ۱۷۲        | حلقه‌ای | ۰٫۹۳۹۸ | ۰۵ دقیقه ۴۱ ثانیه | ۴۹°۴۲′جنوبی ۶۵°۳۶′شرقی / ۴۹٫۷°جنوبی ۶۵٫۶°شرقی   | ۳۶۵ کیلومتر (۲۲۷ مایل) |                 | [ ۱ ]    |
| ۱۴ سپتامبر ۲۸۳۵ | ۰۰:۳۳:۱۸           | ۱۷۷        | کامل   | ۱٫۰۱۵۱ | ۰۱ دقیقه ۰۷ ثانیه | ۵۶°۵۴′شمالی ۱۴۷°۴۸′غربی / ۵۶٫۹°شمالی ۱۴۷٫۸°غربی | ۹۶ کیلومتر (۶۰ مایل)   |                 | [ ۱ ]    |
| ۸ فوریه ۲۸۳۶    | ۰۴:۰۸:۲۱           | ۱۴۴        | جزئی   | ۰٫۴۱۳۰ | —                 | ۷۰°۳۰′شمالی ۹۴°۱۲′شرقی / ۷۰٫۵°شمالی ۹۴٫۲°شرقی   | —                      |                 | [ ۱ ]    |
| ۸ مارس ۲۸۳۶     | ۱۶:۲۸:۲۰           | ۱۸۲        | جزئی   | ۰٫۱۸۱۰ | —                 | ۷۲°۰۶′جنوبی ۵۲°۴۸′شرقی / ۷۲٫۱°جنوبی ۵۲٫۸°شرقی   | —                      |                 | [ ۱ ]    |
| ۳ اوت ۲۸۳۶      | ۱۸:۵۶:۳۴           | ۱۴۹        | جزئی   | ۰٫۷۱۱۶ | —                 | ۷۰°۰۶′جنوبی ۱۲۱°۲۴′غربی / ۷۰٫۱°جنوبی ۱۲۱٫۴°غربی | —                      |                 | [ ۱ ]    |
| ۲۷ ژانویه ۲۸۳۷  | ۱۹:۰۱:۱۷           | ۱۵۴        | کامل   | ۱٫۰۴۳۸ | ۰۴ دقیقه ۰۲ ثانیه | ۲۰°۰۰′شمالی ۹۵°۰۰′غربی / ۲۰٫۰°شمالی ۹۵٫۰°غربی   | ۱۸۷ کیلومتر (۱۱۶ مایل) |                 | [ ۱ ]    |
| ۲۳ ژوئیه ۲۸۳۷   | ۱۹:۳۱:۱۲           | ۱۵۹        | حلقه‌ای | ۰٫۹۵۰۸ | ۰۶ دقیقه ۴۷ ثانیه | ۳°۳۰′جنوبی ۹۹°۴۸′غربی / ۳٫۵°جنوبی ۹۹٫۸°غربی     | ۱۹۶ کیلومتر (۱۲۲ مایل) |                 | [ ۱ ]    |
| ۱۷ ژانویه ۲۸۳۸  | ۱۰:۲۳:۳۶           | ۱۶۴        | کامل   | ۱٫۰۲۷۷ | ۰۲ دقیقه ۳۹ ثانیه | ۲۳°۱۸′جنوبی ۴۰°۰۶′شرقی / ۲۳٫۳°جنوبی ۴۰٫۱°شرقی   | ۹۴ کیلومتر (۵۸ مایل)   |                 | [ ۱ ]    |
| ۱۲ ژوئیه ۲۸۳۸   | ۲۳:۰۸:۱۶           | ۱۶۹        | حلقه‌ای | ۰٫۹۸۹۱ | ۰۱ دقیقه ۰۳ ثانیه | ۴۴°۱۸′شمالی ۱۴۹°۴۲′غربی / ۴۴٫۳°شمالی ۱۴۹٫۷°غربی | ۴۲ کیلومتر (۲۶ مایل)   |                 | [ ۱ ]    |
| ۶ ژانویه ۲۸۳۹   | ۲۱:۳۶:۰۵           | ۱۷۴        | حلقه‌ای | ۰٫۹۶۹۰ | ۰۲ دقیقه ۱۷ ثانیه | ۷۲°۳۶′جنوبی ۱۲۶°۰۶′غربی / ۷۲٫۶°جنوبی ۱۲۶٫۱°غربی | ۱۷۵ کیلومتر (۱۰۹ مایل) |                 | [ ۱ ]    |
| ۳ ژوئن ۲۸۳۹     | ۰۲:۰۱:۱۷           | ۱۴۱        | جزئی   | ۰٫۱۸۴۷ | —                 | ۶۴°۳۶′جنوبی ۱۶۶°۱۲′غربی / ۶۴٫۶°جنوبی ۱۶۶٫۲°غربی | —                      |                 | [ ۱ ]    |
| ۲ ژوئیه ۲۸۳۹    | ۰۹:۵۶:۳۰           | ۱۷۹        | جزئی   | ۰٫۷۸۷۰ | —                 | ۶۷°۰۶′شمالی ۱۳۱°۴۸′غربی / ۶۷٫۱°شمالی ۱۳۱٫۸°غربی | —                      |                 | [ ۱ ]    |
| ۲۷ نوامبر ۲۸۳۹  | ۰۷:۰۵:۱۵           | ۱۴۶        | جزئی   | ۰٫۰۸۴۷ | —                 | ۶۳°۴۸′شمالی ۱۲۲°۳۶′شرقی / ۶۳٫۸°شمالی ۱۲۲٫۶°شرقی | —                      |                 | [ ۱ ]    |
| ۲۷ دسامبر ۲۸۳۹  | ۰۱:۳۵:۵۷           | ۱۸۴        | جزئی   | ۰٫۱۰۴۴ | —                 | ۶۶°۳۰′جنوبی ۱°۵۴′غربی / ۶۶٫۵°جنوبی ۱٫۹°غربی     | —                      |                 | [ ۱ ]    |
| ۲۲ مه ۲۸۴۰      | ۱۸:۵۵:۲۲           | ۱۵۱        | کامل   | ۱٫۰۶۵۷ | ۰۵ دقیقه ۴۱ ثانیه | ۲۳°۰۶′جنوبی ۷۷°۴۲′غربی / ۲۳٫۱°جنوبی ۷۷٫۷°غربی   | ۳۰۳ کیلومتر (۱۸۸ مایل) |                 | [ ۱ ]    |
| ۱۵ نوامبر ۲۸۴۰  | ۰۶:۵۹:۰۰           | ۱۵۶        | حلقه‌ای | ۰٫۹۳۶۳ | ۰۷ دقیقه ۰۵ ثانیه | ۳۲°۵۴′شمالی ۱۰۴°۲۴′شرقی / ۳۲٫۹°شمالی ۱۰۴٫۴°شرقی | ۳۹۹ کیلومتر (۲۴۸ مایل) |                 | [ ۱ ]    |
| ۱۲ مه ۲۸۴۱      | ۱۰:۱۸:۳۵           | ۱۶۱        | کامل   | ۱٫۰۳۱۲ | ۰۲ دقیقه ۵۵ ثانیه | ۱۹°۰۶′شمالی ۳۸°۱۲′شرقی / ۱۹٫۱°شمالی ۳۸٫۲°شرقی   | ۱۰۵ کیلومتر (۶۵ مایل)  |                 | [ ۱ ]    |
| ۴ نوامبر ۲۸۴۱   | ۱۲:۴۷:۰۱           | ۱۶۶        | حلقه‌ای | ۰٫۹۹۵۹ | ۰۰ دقیقه ۲۵ ثانیه | ۱۲°۲۴′جنوبی ۰°۴۲′غربی / ۱۲٫۴°جنوبی ۰٫۷°غربی     | ۱۴ کیلومتر (۸٫۷ مایل)  |                 | [ ۱ ]    |
| ۱ مه ۲۸۴۲       | ۱۹:۵۰:۳۶           | ۱۷۱        | حلقه‌ای | ۰٫۹۶۶۴ | ۰۲ دقیقه ۳۳ ثانیه | ۵۹°۵۴′شمالی ۱۴۳°۱۲′غربی / ۵۹٫۹°شمالی ۱۴۳٫۲°غربی | ۱۹۷ کیلومتر (۱۲۲ مایل) |                 | [ ۱ ]    |
| ۲۵ اکتبر ۲۸۴۲   | ۰۱:۴۱:۲۴           | ۱۷۶        | کامل   | ۱٫۰۴۴۷ | ۰۳ دقیقه ۰۹ ثانیه | ۴۷°۳۰′جنوبی ۱۳۹°۴۸′شرقی / ۴۷٫۵°جنوبی ۱۳۹٫۸°شرقی | ۱۹۵ کیلومتر (۱۲۱ مایل) |                 | [ ۱ ]    |
| ۲۲ مارس ۲۸۴۳    | ۰۴:۳۴:۱۱           | ۱۴۳        | جزئی   | ۰٫۲۴۴۳ | —                 | ۶۱°۰۶′جنوبی ۱۴۴°۱۸′غربی / ۶۱٫۱°جنوبی ۱۴۴٫۳°غربی | —                      |                 | [ ۱ ]    |
| ۲۰ آوریل ۲۸۴۳   | ۲۲:۰۹:۲۳           | ۱۸۱        | جزئی   | ۰٫۰۲۰۶ | —                 | ۶۱°۴۸′شمالی ۱۰۸°۳۰′شرقی / ۶۱٫۸°شمالی ۱۰۸٫۵°شرقی | —                      |                 | [ ۱ ]    |
| ۱۵ سپتامبر ۲۸۴۳ | ۰۹:۵۴:۰۰           | ۱۴۸        | جزئی   | ۰٫۵۷۲۴ | —                 | ۶۱°۱۲′شمالی ۱۳۹°۲۴′شرقی / ۶۱٫۲°شمالی ۱۳۹٫۴°شرقی | —                      |                 | [ ۱ ]    |
| ۱۴ اکتبر ۲۸۴۳   | ۱۸:۰۵:۳۰           | ۱۸۶        | جزئی   | ۰٫۳۷۶۳ | —                 | ۶۱°۳۶′جنوبی ۱۷۳°۱۸′شرقی / ۶۱٫۶°جنوبی ۱۷۳٫۳°شرقی | —                      |                 | [ ۱ ]    |
| ۱۰ مارس ۲۸۴۴    | ۰۶:۰۲:۵۰           | ۱۵۳        | حلقه‌ای | ۰٫۹۵۲۳ | ۰۴ دقیقه ۱۸ ثانیه | ۴۱°۰۰′جنوبی ۱۳۱°۳۰′شرقی / ۴۱٫۰°جنوبی ۱۳۱٫۵°شرقی | ۲۳۶ کیلومتر (۱۴۷ مایل) |                 | [ ۱ ]    |
| ۳ سپتامبر ۲۸۴۴  | ۲۳:۰۵:۳۸           | ۱۵۸        | مرکب   | ۱٫۰۰۶۳ | ۰۰ دقیقه ۳۲ ثانیه | ۳۴°۳۰′شمالی ۱۳۵°۰۰′غربی / ۳۴٫۵°شمالی ۱۳۵٫۰°غربی | ۲۵ کیلومتر (۱۶ مایل)   |                 | [ ۱ ]    |
| ۲۷ فوریه ۲۸۴۵   | ۱۴:۲۵:۰۳           | ۱۶۳        | مرکب   | ۱٫۰۰۹۸ | ۰۰ دقیقه ۵۵ ثانیه | ۵°۴۲′جنوبی ۲۰°۴۸′غربی / ۵٫۷°جنوبی ۲۰٫۸°غربی     | ۳۴ کیلومتر (۲۱ مایل)   |                 | [ ۱ ]    |
| ۲۴ اوت ۲۸۴۵     | ۰۵:۲۳:۰۵           | ۱۶۸        | حلقه‌ای | ۰٫۹۶۰۳ | ۰۴ دقیقه ۳۰ ثانیه | ۱°۴۸′جنوبی ۱۰۷°۵۴′شرقی / ۱٫۸°جنوبی ۱۰۷٫۹°شرقی   | ۱۴۸ کیلومتر (۹۲ مایل)  |                 | [ ۱ ]    |
| ۱۷ فوریه ۲۸۴۶   | ۰۴:۳۷:۳۸           | ۱۷۳        | کامل   | ۱٫۰۴۱۳ | ۰۳ دقیقه ۲۰ ثانیه | ۲۹°۴۸′شمالی ۱۰۶°۱۸′شرقی / ۲۹٫۸°شمالی ۱۰۶٫۳°شرقی | ۱۹۶ کیلومتر (۱۲۲ مایل) |                 | [ ۱ ]    |
| ۱۳ اوت ۲۸۴۶     | ۰۶:۱۴:۰۴           | ۱۷۸        | حلقه‌ای | ۰٫۹۵۲۲ | —                 | ۶۲°۰۰′جنوبی ۴۰°۴۸′شرقی / ۶۲٫۰°جنوبی ۴۰٫۸°شرقی   | —                      |                 | [ ۱ ]    |
| ۸ ژانویه ۲۸۴۷   | ۰۸:۵۲:۲۴           | ۱۴۵        | جزئی   | ۰٫۳۸۸۶ | —                 | ۶۴°۳۰′جنوبی ۱۴۹°۳۶′غربی / ۶۴٫۵°جنوبی ۱۴۹٫۶°غربی | —                      |                 | [ ۱ ]    |
| ۶ فوریه ۲۸۴۷    | ۲۰:۲۲:۵۰           | ۱۸۳        | جزئی   | ۰٫۲۷۶۰ | —                 | ۶۲°۲۴′شمالی ۱۶۶°۴۲′غربی / ۶۲٫۴°شمالی ۱۶۶٫۷°غربی | —                      |                 | [ ۱ ]    |
| ۳ ژوئیه ۲۸۴۷    | ۲۱:۰۲:۲۸           | ۱۵۰        | جزئی   | ۰٫۹۷۷۵ | —                 | ۶۴°۵۴′شمالی ۳۳°۲۴′شرقی / ۶۴٫۹°شمالی ۳۳٫۴°شرقی   | —                      |                 | [ ۱ ]    |
| ۲۸ دسامبر ۲۸۴۷  | ۱۸:۱۳:۴۲           | ۱۵۵        | حلقه‌ای | ۰٫۹۵۵۲ | ۰۳ دقیقه ۳۴ ثانیه | ۶۶°۰۶′جنوبی ۶۴°۴۲′غربی / ۶۶٫۱°جنوبی ۶۴٫۷°غربی   | ۲۲۷ کیلومتر (۱۴۱ مایل) |                 | [ ۱ ]    |
| ۲۲ ژوئن ۲۸۴۸    | ۰۹:۳۷:۳۷           | ۱۶۰        | کامل   | ۱٫۰۵۷۸ | ۰۴ دقیقه ۵۷ ثانیه | ۳۵°۱۸′شمالی ۵۲°۱۸′شرقی / ۳۵٫۳°شمالی ۵۲٫۳°شرقی   | ۱۹۵ کیلومتر (۱۲۱ مایل) |                 | [ ۱ ]    |
| ۱۶ دسامبر ۲۸۴۸  | ۲۰:۲۱:۲۰           | ۱۶۵        | حلقه‌ای | ۰٫۹۲۳۳ | ۱۰ دقیقه ۱۳ ثانیه | ۲۳°۴۲′جنوبی ۱۱۲°۴۲′غربی / ۲۳٫۷°جنوبی ۱۱۲٫۷°غربی | ۲۸۹ کیلومتر (۱۸۰ مایل) |                 | [ ۱ ]    |
| ۱۲ ژوئن ۲۸۴۹    | ۰۲:۲۱:۵۶           | ۱۷۰        | کامل   | ۱٫۰۷۴۷ | ۰۷ دقیقه ۰۰ ثانیه | ۹°۰۰′جنوبی ۱۵۷°۴۲′شرقی / ۹٫۰°جنوبی ۱۵۷٫۷°شرقی   | ۲۸۶ کیلومتر (۱۷۸ مایل) |                 | [ ۱ ]    |
| ۵ دسامبر ۲۸۴۹   | ۱۹:۳۴:۲۰           | ۱۷۵        | حلقه‌ای | ۰٫۹۲۶۶ | ۰۹ دقیقه ۵۱ ثانیه | ۲۰°۴۲′شمالی ۱۰۱°۲۴′غربی / ۲۰٫۷°شمالی ۱۰۱٫۴°غربی | ۳۷۷ کیلومتر (۲۳۴ مایل) |                 | [ ۱ ]    |
| ۳ مه ۲۸۵۰       | ۰۹:۰۱:۰۲           | ۱۴۲        | جزئی   | ۰٫۳۴۷۵ | —                 | ۷۰°۱۸′شمالی ۸۴°۱۸′غربی / ۷۰٫۳°شمالی ۸۴٫۳°غربی   | —                      |                 | [ ۱ ]    |
| ۱ ژوئن ۲۸۵۰     | ۱۸:۳۹:۲۴           | ۱۸۰        | جزئی   | ۰٫۴۷۲۸ | —                 | ۶۷°۴۸′جنوبی ۸۰°۱۸′غربی / ۶۷٫۸°جنوبی ۸۰٫۳°غربی   | —                      |                 | [ ۱ ]    |
| ۲۶ اکتبر ۲۸۵۰   | ۱۰:۵۲:۴۹           | ۱۴۷        | جزئی   | ۰٫۲۰۶۸ | —                 | ۷۱°۰۰′جنوبی ۱۰۳°۳۰′غربی / ۷۱٫۰°جنوبی ۱۰۳٫۵°غربی | —                      |                 | [ ۱ ]    |
| ۲۴ نوامبر ۲۸۵۰  | ۲۳:۲۷:۵۵           | ۱۸۵        | جزئی   | ۰٫۳۷۵۸ | —                 | ۶۸°۴۲′شمالی ۱۴۶°۰۶′غربی / ۶۸٫۷°شمالی ۱۴۶٫۱°غربی | —                      |                 | [ ۱ ]    |
| ۲۲ آوریل ۲۸۵۱   | ۱۶:۲۲:۳۲           | ۱۵۲        | حلقه‌ای | ۰٫۹۵۲۹ | ۰۴ دقیقه ۲۰ ثانیه | ۵۲°۲۴′شمالی ۶۷°۱۸′غربی / ۵۲٫۴°شمالی ۶۷٫۳°غربی   | ۲۳۰ کیلومتر (۱۴۰ مایل) |                 | [ ۱ ]    |
| ۱۶ اکتبر ۲۸۵۱   | ۰۱:۱۷:۲۷           | ۱۵۷        | کامل   | ۱٫۰۵۵۳ | ۰۴ دقیقه ۰۰ ثانیه | ۴۹°۳۰′جنوبی ۱۵۴°۲۴′شرقی / ۴۹٫۵°جنوبی ۱۵۴٫۴°شرقی | ۲۴۸ کیلومتر (۱۵۴ مایل) |                 | [ ۱ ]    |
| ۱۰ آوریل ۲۸۵۲   | ۱۷:۱۲:۰۱           | ۱۶۲        | حلقه‌ای | ۰٫۹۳۱۰ | ۰۹ دقیقه ۱۳ ثانیه | ۵°۲۴′شمالی ۶۲°۴۸′غربی / ۵٫۴°شمالی ۶۲٫۸°غربی     | ۲۵۸ کیلومتر (۱۶۰ مایل) |                 | [ ۱ ]    |
| ۴ اکتبر ۲۸۵۲    | ۱۷:۵۴:۴۴           | ۱۶۷        | کامل   | ۱٫۰۶۰۴ | ۰۵ دقیقه ۳۱ ثانیه | ۳°۱۸′جنوبی ۷۶°۵۴′غربی / ۳٫۳°جنوبی ۷۶٫۹°غربی     | ۱۹۸ کیلومتر (۱۲۳ مایل) |                 | [ ۱ ]    |
| ۳۰ مارس ۲۸۵۳    | ۱۷:۴۹:۲۱           | ۱۷۲        | حلقه‌ای | ۰٫۹۴۵۲ | ۰۵ دقیقه ۲۹ ثانیه | ۴۳°۰۶′جنوبی ۵۴°۱۲′غربی / ۴۳٫۱°جنوبی ۵۴٫۲°غربی   | ۳۰۹ کیلومتر (۱۹۲ مایل) |                 | [ ۱ ]    |
| ۲۴ سپتامبر ۲۸۵۳ | ۰۸:۰۳:۳۳           | ۱۷۷        | مرکب   | ۱٫۰۱۰۷ | ۰۰ دقیقه ۵۲ ثانیه | ۴۸°۰۶′شمالی ۹۲°۲۴′شرقی / ۴۸٫۱°شمالی ۹۲٫۴°شرقی   | ۵۹ کیلومتر (۳۷ مایل)   |                 | [ ۱ ]    |
| ۱۸ فوریه ۲۸۵۴   | ۱۲:۴۶:۴۴           | ۱۴۴        | جزئی   | ۰٫۴۰۲۱ | —                 | ۷۱°۱۲′شمالی ۴۸°۰۰′غربی / ۷۱٫۲°شمالی ۴۸٫۰°غربی   | —                      |                 | [ ۱ ]    |
| ۲۰ مارس ۲۸۵۴    | ۰۰:۴۱:۳۶           | ۱۸۲        | جزئی   | ۰٫۲۲۴۷ | —                 | ۷۲°۱۲′جنوبی ۸۴°۱۸′غربی / ۷۲٫۲°جنوبی ۸۴٫۳°غربی   | —                      |                 | [ ۱ ]    |
| ۱۵ اوت ۲۸۵۴     | ۰۱:۳۱:۰۲           | ۱۴۹        | جزئی   | ۰٫۵۶۷۳ | —                 | ۷۰°۵۴′جنوبی ۱۲۷°۵۴′شرقی / ۷۰٫۹°جنوبی ۱۲۷٫۹°شرقی | —                      |                 | [ ۱ ]    |
| ۸ فوریه ۲۸۵۵    | ۰۳:۵۱:۲۲           | ۱۵۴        | کامل   | ۱٫۰۴۴۸ | ۰۴ دقیقه ۰۰ ثانیه | ۲۳°۱۲′شمالی ۱۳۱°۰۰′شرقی / ۲۳٫۲°شمالی ۱۳۱٫۰°شرقی | ۱۹۱ کیلومتر (۱۱۹ مایل) |                 | [ ۱ ]    |
| ۴ اوت ۲۸۵۵      | ۰۲:۰۲:۰۲           | ۱۵۹        | حلقه‌ای | ۰٫۹۵۱۰ | ۰۶ دقیقه ۳۲ ثانیه | ۱۱°۱۸′جنوبی ۱۶۰°۳۰′شرقی / ۱۱٫۳°جنوبی ۱۶۰٫۵°شرقی | ۲۰۴ کیلومتر (۱۲۷ مایل) |                 | [ ۱ ]    |
| ۲۸ ژانویه ۲۸۵۶  | ۱۹:۰۹:۰۹           | ۱۶۴        | کامل   | ۱٫۰۲۵۸ | ۰۲ دقیقه ۳۰ ثانیه | ۲۰°۲۴′جنوبی ۸۹°۵۴′غربی / ۲۰٫۴°جنوبی ۸۹٫۹°غربی   | ۸۸ کیلومتر (۵۵ مایل)   |                 | [ ۱ ]    |
| ۲۳ ژوئیه ۲۸۵۶   | ۰۶:۰۱:۱۰           | ۱۶۹        | حلقه‌ای | ۰٫۹۹۲۹ | ۰۰ دقیقه ۴۳ ثانیه | ۳۷°۱۲′شمالی ۱۰۸°۴۲′شرقی / ۳۷٫۲°شمالی ۱۰۸٫۷°شرقی | ۲۶ کیلومتر (۱۶ مایل)   |                 | [ ۱ ]    |
| ۱۷ ژانویه ۲۸۵۷  | ۰۶:۰۴:۰۵           | ۱۷۴        | حلقه‌ای | ۰٫۹۶۶۰ | ۰۲ دقیقه ۳۴ ثانیه | ۷۰°۰۰′جنوبی ۱۱۷°۴۸′شرقی / ۷۰٫۰°جنوبی ۱۱۷٫۸°شرقی | ۱۹۱ کیلومتر (۱۱۹ مایل) |                 | [ ۱ ]    |
| ۱۳ ژوئن ۲۸۵۷    | ۰۹:۳۵:۰۵           | ۱۴۱        | جزئی   | ۰٫۰۶۳۷ | —                 | ۶۵°۳۰′جنوبی ۷۰°۵۴′شرقی / ۶۵٫۵°جنوبی ۷۰٫۹°شرقی   | —                      |                 | [ ۱ ]    |
| ۱۲ ژوئیه ۲۸۵۷   | ۱۷:۱۴:۲۳           | ۱۷۹        | جزئی   | ۰٫۹۳۴۱ | —                 | ۶۸°۰۶′شمالی ۱۰۸°۱۸′شرقی / ۶۸٫۱°شمالی ۱۰۸٫۳°شرقی | —                      |                 | [ ۱ ]    |
| ۷ دسامبر ۲۸۵۷   | ۱۴:۵۲:۲۲           | ۱۴۶        | جزئی   | ۰٫۰۵۰۲ | —                 | ۶۴°۴۸′شمالی ۳°۱۲′غربی / ۶۴٫۸°شمالی ۳٫۲°غربی     | —                      |                 | [ ۱ ]    |
| ۶ ژانویه ۲۸۵۸   | ۰۹:۴۱:۲۳           | ۱۸۴        | جزئی   | ۰٫۱۱۷۳ | —                 | ۶۷°۳۶′جنوبی ۱۳۳°۳۰′غربی / ۶۷٫۶°جنوبی ۱۳۳٫۵°غربی | —                      |                 | [ ۱ ]    |
| ۳ ژوئن ۲۸۵۸     | ۰۲:۳۷:۵۸           | ۱۵۱        | کامل   | ۱٫۰۶۵۶ | ۰۵ دقیقه ۳۸ ثانیه | ۲۷°۳۶′جنوبی ۱۶۵°۴۲′شرقی / ۲۷٫۶°جنوبی ۱۶۵٫۷°شرقی | ۳۳۸ کیلومتر (۲۱۰ مایل) |                 | [ ۱ ]    |
| ۲۶ نوامبر ۲۸۵۸  | ۱۴:۴۸:۳۳           | ۱۵۶        | حلقه‌ای | ۰٫۹۳۵۴ | ۰۷ دقیقه ۱۷ ثانیه | ۳۴°۰۶′شمالی ۱۴°۵۴′غربی / ۳۴٫۱°شمالی ۱۴٫۹°غربی   | ۴۳۵ کیلومتر (۲۷۰ مایل) |                 | [ ۱ ]    |
| ۲۳ مه ۲۸۵۹      | ۱۷:۵۴:۳۵           | ۱۶۱        | کامل   | ۱٫۰۳۰۵ | ۰۲ دقیقه ۵۸ ثانیه | ۱۸°۱۲′شمالی ۷۴°۰۰′غربی / ۱۸٫۲°شمالی ۷۴٫۰°غربی   | ۱۰۳ کیلومتر (۶۴ مایل)  |                 | [ ۱ ]    |
| ۱۵ نوامبر ۲۸۵۹  | ۲۰:۵۲:۴۰           | ۱۶۶        | حلقه‌ای | ۰٫۹۹۶۲ | ۰۰ دقیقه ۲۳ ثانیه | ۱۳°۴۸′جنوبی ۱۲۱°۰۶′غربی / ۱۳٫۸°جنوبی ۱۲۱٫۱°غربی | ۱۳ کیلومتر (۸٫۱ مایل)  |                 | [ ۱ ]    |
| ۱۲ مه ۲۸۶۰      | ۰۳:۰۹:۲۲           | ۱۷۱        | حلقه‌ای | ۰٫۹۶۷۳ | ۰۲ دقیقه ۳۳ ثانیه | ۶۰°۴۲′شمالی ۱۱۴°۵۴′شرقی / ۶۰٫۷°شمالی ۱۱۴٫۹°شرقی | ۱۷۳ کیلومتر (۱۰۷ مایل) |                 | [ ۱ ]    |
| ۴ نوامبر ۲۸۶۰   | ۰۹:۵۵:۲۸           | ۱۷۶        | کامل   | ۱٫۰۴۴۱ | ۰۳ دقیقه ۰۷ ثانیه | ۴۹°۳۶′جنوبی ۱۹°۱۸′شرقی / ۴۹٫۶°جنوبی ۱۹٫۳°شرقی   | ۱۸۶ کیلومتر (۱۱۶ مایل) |                 | [ ۱ ]    |
| ۱ آوریل ۲۸۶۱    | ۱۲:۰۶:۰۴           | ۱۴۳        | جزئی   | ۰٫۱۸۸۰ | —                 | ۶۱°۱۲′جنوبی ۹۴°۳۶′شرقی / ۶۱٫۲°جنوبی ۹۴٫۶°شرقی   | —                      |                 | [ ۱ ]    |
| ۱ مه ۲۸۶۱       | ۰۵:۱۷:۱۷           | ۱۸۱        | جزئی   | ۰٫۱۰۶۹ | —                 | ۶۲°۱۸′شمالی ۶°۵۴′غربی / ۶۲٫۳°شمالی ۶٫۹°غربی     | —                      |                 | [ ۱ ]    |
| ۲۵ سپتامبر ۲۸۶۱ | ۱۷:۳۸:۱۴           | ۱۴۸        | جزئی   | ۰٫۴۶۰۷ | —                 | ۶۱°۱۲′شمالی ۱۵°۰۶′شرقی / ۶۱٫۲°شمالی ۱۵٫۱°شرقی   | —                      |                 | [ ۱ ]    |
| ۲۵ اکتبر ۲۸۶۱   | ۰۲:۱۴:۳۱           | ۱۸۶        | جزئی   | ۰٫۴۵۰۴ | —                 | ۶۱°۵۴′جنوبی ۴۲°۴۲′شرقی / ۶۱٫۹°جنوبی ۴۲٫۷°شرقی   | —                      |                 | [ ۱ ]    |
| ۲۱ مارس ۲۸۶۲    | ۱۳:۵۹:۰۸           | ۱۵۳        | حلقه‌ای | ۰٫۹۵۷۰ | ۰۳ دقیقه ۵۵ ثانیه | ۳۸°۳۰′جنوبی ۱۲°۲۴′شرقی / ۳۸٫۵°جنوبی ۱۲٫۴°شرقی   | ۲۱۸ کیلومتر (۱۳۵ مایل) |                 | [ ۱ ]    |
| ۱۵ سپتامبر ۲۸۶۲ | ۰۶:۲۳:۰۸           | ۱۵۸        | حلقه‌ای | ۰٫۹۹۹۹ | ۰۰ دقیقه ۰۱ ثانیه | ۳۴°۱۲′شمالی ۱۱۷°۵۴′شرقی / ۳۴٫۲°شمالی ۱۱۷٫۹°شرقی | ۰ کیلومتر (۰ مایل)     |                 | [ ۱ ]    |
| ۱۰ مارس ۲۸۶۳    | ۲۲:۵۱:۰۸           | ۱۶۳        | مرکب   | ۱٫۰۱۴۷ | ۰۱ دقیقه ۲۱ ثانیه | ۲°۱۸′جنوبی ۱۴۶°۵۴′غربی / ۲٫۳°جنوبی ۱۴۶٫۹°غربی   | ۵۰ کیلومتر (۳۱ مایل)   |                 | [ ۱ ]    |
| ۴ سپتامبر ۲۸۶۳  | ۱۲:۰۹:۱۴           | ۱۶۸        | حلقه‌ای | ۰٫۹۵۶۷ | ۰۴ دقیقه ۵۰ ثانیه | ۱°۳۶′جنوبی ۷°۴۲′شرقی / ۱٫۶°جنوبی ۷٫۷°شرقی       | ۱۵۹ کیلومتر (۹۹ مایل)  |                 | [ ۱ ]    |
| ۲۸ فوریه ۲۸۶۴   | ۱۳:۲۰:۳۶           | ۱۷۳        | کامل   | ۱٫۰۴۴۲ | ۰۳ دقیقه ۲۶ ثانیه | ۳۲°۰۰′شمالی ۲۵°۴۸′غربی / ۳۲٫۰°شمالی ۲۵٫۸°غربی   | ۲۰۵ کیلومتر (۱۲۷ مایل) |                 | [ ۱ ]    |
| ۲۳ اوت ۲۸۶۴     | ۱۲:۴۷:۱۸           | ۱۷۸        | حلقه‌ای | ۰٫۹۳۷۸ | ۰۵ دقیقه ۴۷ ثانیه | ۴۸°۰۶′جنوبی ۳۴°۲۴′غربی / ۴۸٫۱°جنوبی ۳۴٫۴°غربی   | ۵۸۶ کیلومتر (۳۶۴ مایل) |                 | [ ۱ ]    |
| ۱۸ ژانویه ۲۸۶۵  | ۱۷:۳۴:۲۱           | ۱۴۵        | جزئی   | ۰٫۳۷۳۷ | —                 | ۶۳°۳۶′جنوبی ۷۰°۵۴′شرقی / ۶۳٫۶°جنوبی ۷۰٫۹°شرقی   | —                      |                 | [ ۱ ]    |
| ۱۷ فوریه ۲۸۶۵   | ۰۵:۰۷:۴۳           | ۱۸۳        | جزئی   | ۰٫۲۸۷۴ | —                 | ۶۱°۵۴′شمالی ۵۳°۴۲′شرقی / ۶۱٫۹°شمالی ۵۳٫۷°شرقی   | —                      |                 | [ ۱ ]    |
| ۱۴ ژوئیه ۲۸۶۵   | ۰۴:۰۳:۰۳           | ۱۵۰        | جزئی   | ۰٫۸۴۴۶ | —                 | ۶۴°۰۰′شمالی ۸۰°۴۸′غربی / ۶۴٫۰°شمالی ۸۰٫۸°غربی   | —                      |                 | [ ۱ ]    |
| ۸ ژانویه ۲۸۶۶   | ۰۲:۳۳:۰۷           | ۱۵۵        | حلقه‌ای | ۰٫۹۵۱۸ | ۰۳ دقیقه ۵۱ ثانیه | ۶۴°۳۰′جنوبی ۱۷۹°۱۸′شرقی / ۶۴٫۵°جنوبی ۱۷۹٫۳°شرقی | ۲۴۸ کیلومتر (۱۵۴ مایل) |                 | [ ۱ ]    |
| ۳ ژوئیه ۲۸۶۶    | ۱۷:۰۳:۱۶           | ۱۶۰        | کامل   | ۱٫۰۶۱۰ | ۰۴ دقیقه ۵۹ ثانیه | ۳۸°۴۲′شمالی ۵۵°۴۸′غربی / ۳۸٫۷°شمالی ۵۵٫۸°غربی   | ۲۰۹ کیلومتر (۱۳۰ مایل) |                 | [ ۱ ]    |
| ۲۸ دسامبر ۲۸۶۶  | ۰۴:۱۸:۵۹           | ۱۶۵        | حلقه‌ای | ۰٫۹۲۱۳ | ۱۰ دقیقه ۱۹ ثانیه | ۲۴°۲۴′جنوبی ۱۲۹°۵۴′شرقی / ۲۴٫۴°جنوبی ۱۲۹٫۹°شرقی | ۲۹۸ کیلومتر (۱۸۵ مایل) |                 | [ ۱ ]    |
| ۲۳ ژوئن ۲۸۶۷    | ۰۹:۵۷:۳۵           | ۱۷۰        | کامل   | ۱٫۰۷۶۶ | ۰۷ دقیقه ۱۰ ثانیه | ۴°۰۶′جنوبی ۴۳°۰۰′شرقی / ۴٫۱°جنوبی ۴۳٫۰°شرقی     | ۲۷۹ کیلومتر (۱۷۳ مایل) |                 | [ ۱ ]    |
| ۱۷ دسامبر ۲۸۶۷  | ۰۳:۳۱:۲۹           | ۱۷۵        | حلقه‌ای | ۰٫۹۲۶۶ | ۰۹ دقیقه ۵۵ ثانیه | ۱۸°۲۴′شمالی ۱۳۷°۴۲′شرقی / ۱۸٫۴°شمالی ۱۳۷٫۷°شرقی | ۳۶۹ کیلومتر (۲۲۹ مایل) |                 | [ ۱ ]    |
| ۱۳ مه ۲۸۶۸      | ۱۶:۳۷:۰۷           | ۱۴۲        | جزئی   | ۰٫۲۴۳۰ | —                 | ۶۹°۲۴′شمالی ۱۴۹°۵۴′شرقی / ۶۹٫۴°شمالی ۱۴۹٫۹°شرقی | —                      |                 | [ ۱ ]    |
| ۱۲ ژوئن ۲۸۶۸    | ۰۲:۰۸:۵۵           | ۱۸۰        | جزئی   | ۰٫۵۸۸۹ | —                 | ۶۶°۴۸′جنوبی ۱۵۷°۰۰′شرقی / ۶۶٫۸°جنوبی ۱۵۷٫۰°شرقی | —                      |                 | [ ۱ ]    |
| ۵ نوامبر ۲۸۶۸   | ۱۸:۵۷:۰۹           | ۱۴۷        | جزئی   | ۰٫۱۵۵۶ | —                 | ۷۰°۱۲′جنوبی ۱۲۳°۰۶′شرقی / ۷۰٫۲°جنوبی ۱۲۳٫۱°شرقی | —                      |                 | [ ۱ ]    |
| ۵ دسامبر ۲۸۶۸   | ۰۷:۴۰:۵۵           | ۱۸۵        | جزئی   | ۰٫۴۱۴۴ | —                 | ۶۷°۳۶′شمالی ۷۹°۵۴′شرقی / ۶۷٫۶°شمالی ۷۹٫۹°شرقی   | —                      |                 | [ ۱ ]    |
| ۲ مه ۲۸۶۹       | ۲۳:۴۰:۲۳           | ۱۵۲        | حلقه‌ای | ۰٫۹۵۲۵ | ۰۴ دقیقه ۰۵ ثانیه | ۶۰°۲۴′شمالی ۱۷۸°۱۲′غربی / ۶۰٫۴°شمالی ۱۷۸٫۲°غربی | ۲۵۰ کیلومتر (۱۶۰ مایل) |                 | [ ۱ ]    |
| ۲۶ اکتبر ۲۸۶۹   | ۰۹:۲۸:۰۷           | ۱۵۷        | کامل   | ۱٫۰۵۲۸ | ۰۳ دقیقه ۳۸ ثانیه | ۵۶°۳۰′جنوبی ۳۰°۰۶′شرقی / ۵۶٫۵°جنوبی ۳۰٫۱°شرقی   | ۲۵۰ کیلومتر (۱۶۰ مایل) |                 | [ ۱ ]    |
| ۲۲ آوریل ۲۸۷۰   | ۰۰:۲۴:۵۶           | ۱۶۲        | حلقه‌ای | ۰٫۹۳۴۰ | ۰۸ دقیقه ۴۷ ثانیه | ۱۲°۰۰′شمالی ۱۷۱°۴۸′غربی / ۱۲٫۰°شمالی ۱۷۱٫۸°غربی | ۲۴۶ کیلومتر (۱۵۳ مایل) |                 | [ ۱ ]    |
| ۱۶ اکتبر ۲۸۷۰   | ۰۱:۵۵:۴۱           | ۱۶۷        | کامل   | ۱٫۰۵۵۷ | ۰۵ دقیقه ۰۷ ثانیه | ۹°۵۴′جنوبی ۱۶۱°۵۴′شرقی / ۹٫۹°جنوبی ۱۶۱٫۹°شرقی   | ۱۸۴ کیلومتر (۱۱۴ مایل) |                 | [ ۱ ]    |
| ۱۱ آوریل ۲۸۷۱   | ۰۱:۲۵:۳۷           | ۱۷۲        | حلقه‌ای | ۰٫۹۵۱۰ | ۰۵ دقیقه ۱۲ ثانیه | ۳۶°۱۸′جنوبی ۱۷۲°۰۶′غربی / ۳۶٫۳°جنوبی ۱۷۲٫۱°غربی | ۲۵۸ کیلومتر (۱۶۰ مایل) |                 | [ ۱ ]    |
| ۵ اکتبر ۲۸۷۱    | ۱۵:۳۹:۱۰           | ۱۷۷        | مرکب   | ۱٫۰۰۵۷ | ۰۰ دقیقه ۳۰ ثانیه | ۴۰°۱۲′شمالی ۲۶°۲۴′غربی / ۴۰٫۲°شمالی ۲۶٫۴°غربی   | ۲۹ کیلومتر (۱۸ مایل)   |                 | [ ۱ ]    |
| ۲۹ فوریه ۲۸۷۲   | ۲۱:۲۲:۴۴           | ۱۴۴        | جزئی   | ۰٫۳۸۶۴ | —                 | ۷۱°۴۲′شمالی ۱۶۹°۴۸′شرقی / ۷۱٫۷°شمالی ۱۶۹٫۸°شرقی | —                      |                 | [ ۱ ]    |
| ۳۰ مارس ۲۸۷۲    | ۰۸:۵۰:۲۹           | ۱۸۲        | جزئی   | ۰٫۲۷۶۶ | —                 | ۷۲°۰۶′جنوبی ۱۳۹°۴۸′شرقی / ۷۲٫۱°جنوبی ۱۳۹٫۸°شرقی | —                      |                 | [ ۱ ]    |
| ۲۵ اوت ۲۸۷۲     | ۰۸:۰۷:۲۶           | ۱۴۹        | جزئی   | ۰٫۴۲۷۹ | —                 | ۷۱°۳۰′جنوبی ۱۶°۰۶′شرقی / ۷۱٫۵°جنوبی ۱۶٫۱°شرقی   | —                      |                 | [ ۱ ]    |
| ۲۳ سپتامبر ۲۸۷۲ | ۲۲:۵۰:۰۲           | ۱۸۷        | جزئی   | ۰٫۰۳۶۳ | —                 | ۷۲°۰۶′شمالی ۶۲°۳۰′غربی / ۷۲٫۱°شمالی ۶۲٫۵°غربی   | —                      |                 | [ ۱ ]    |
| ۱۸ فوریه ۲۸۷۳   | ۱۲:۳۹:۵۰           | ۱۵۴        | کامل   | ۱٫۰۴۶۱ | ۰۳ دقیقه ۵۹ ثانیه | ۲۷°۰۶′شمالی ۲°۴۸′غربی / ۲۷٫۱°شمالی ۲٫۸°غربی     | ۱۹۸ کیلومتر (۱۲۳ مایل) |                 | [ ۱ ]    |
| ۱۴ اوت ۲۸۷۳     | ۰۸:۳۴:۱۵           | ۱۵۹        | حلقه‌ای | ۰٫۹۵۰۶ | ۰۶ دقیقه ۱۲ ثانیه | ۱۹°۴۸′جنوبی ۵۹°۴۸′شرقی / ۱۹٫۸°جنوبی ۵۹٫۸°شرقی   | ۲۱۸ کیلومتر (۱۳۵ مایل) |                 | [ ۱ ]    |
| ۸ فوریه ۲۸۷۴    | ۰۳:۵۴:۱۲           | ۱۶۴        | کامل   | ۱٫۰۲۴۴ | ۰۲ دقیقه ۲۳ ثانیه | ۱۶°۵۴′جنوبی ۱۳۹°۴۲′شرقی / ۱۶٫۹°جنوبی ۱۳۹٫۷°شرقی | ۸۳ کیلومتر (۵۲ مایل)   |                 | [ ۱ ]    |
| ۳ اوت ۲۸۷۴      | ۱۲:۵۶:۵۳           | ۱۶۹        | حلقه‌ای | ۰٫۹۹۶۱ | ۰۰ دقیقه ۲۴ ثانیه | ۲۹°۴۲′شمالی ۵°۰۶′شرقی / ۲۹٫۷°شمالی ۵٫۱°شرقی     | ۱۴ کیلومتر (۸٫۷ مایل)  |                 | [ ۱ ]    |
| ۲۸ ژانویه ۲۸۷۵  | ۱۴:۳۰:۳۴           | ۱۷۴        | حلقه‌ای | ۰٫۹۶۳۶ | ۰۲ دقیقه ۵۰ ثانیه | ۶۶°۱۸′جنوبی ۲°۱۲′غربی / ۶۶٫۳°جنوبی ۲٫۲°غربی     | ۲۰۳ کیلومتر (۱۲۶ مایل) |                 | [ ۱ ]    |
| ۲۴ ژوئیه ۲۸۷۵   | ۰۰:۳۴:۵۰           | ۱۷۹        | کامل   | ۱٫۰۳۸۸ | ۰۲ دقیقه ۰۴ ثانیه | ۸۱°۳۰′شمالی ۴۷°۴۸′غربی / ۸۱٫۵°شمالی ۴۷٫۸°غربی   | ۵۱۴ کیلومتر (۳۱۹ مایل) |                 | [ ۱ ]    |
| ۱۸ دسامبر ۲۸۷۵  | ۲۲:۴۴:۲۱           | ۱۴۶        | جزئی   | ۰٫۰۲۳۰ | —                 | ۶۵°۴۸′شمالی ۱۳۰°۳۶′غربی / ۶۵٫۸°شمالی ۱۳۰٫۶°غربی | —                      |                 | [ ۱ ]    |
| ۱۷ ژانویه ۲۸۷۶  | ۱۷:۴۷:۰۱           | ۱۸۴        | جزئی   | ۰٫۱۲۸۸ | —                 | ۶۸°۴۲′جنوبی ۹۴°۱۸′شرقی / ۶۸٫۷°جنوبی ۹۴٫۳°شرقی   | —                      |                 | [ ۱ ]    |
| ۱۳ ژوئن ۲۸۷۶    | ۱۰:۱۶:۴۵           | ۱۵۱        | کامل   | ۱٫۰۶۴۵ | ۰۵ دقیقه ۲۵ ثانیه | ۳۳°۴۸′جنوبی ۴۹°۲۴′شرقی / ۳۳٫۸°جنوبی ۴۹٫۴°شرقی   | ۳۹۱ کیلومتر (۲۴۳ مایل) |                 | [ ۱ ]    |
| ۶ دسامبر ۲۸۷۶   | ۲۲:۴۴:۵۴           | ۱۵۶        | حلقه‌ای | ۰٫۹۳۴۹ | ۰۷ دقیقه ۲۲ ثانیه | ۳۵°۳۰′شمالی ۱۳۶°۳۰′غربی / ۳۵٫۵°شمالی ۱۳۶٫۵°غربی | ۴۶۸ کیلومتر (۲۹۱ مایل) |                 | [ ۱ ]    |
| ۳ ژوئن ۲۸۷۷     | ۰۱:۲۳:۳۴           | ۱۶۱        | کامل   | ۱٫۰۲۹۴ | ۰۲ دقیقه ۵۸ ثانیه | ۱۶°۱۲′شمالی ۱۷۵°۱۸′شرقی / ۱۶٫۲°شمالی ۱۷۵٫۳°شرقی | ۱۰۰ کیلومتر (۶۲ مایل)  |                 | [ ۱ ]    |
| ۲۶ نوامبر ۲۸۷۷  | ۰۵:۰۶:۲۹           | ۱۶۶        | حلقه‌ای | ۰٫۹۹۶۷ | ۰۰ دقیقه ۲۱ ثانیه | ۱۴°۴۸′جنوبی ۱۱۶°۳۶′شرقی / ۱۴٫۸°جنوبی ۱۱۶٫۶°شرقی | ۱۲ کیلومتر (۷٫۵ مایل)  |                 | [ ۱ ]    |
| ۲۳ مه ۲۸۷۸      | ۱۰:۱۷:۴۳           | ۱۷۱        | حلقه‌ای | ۰٫۹۶۷۹ | ۰۲ دقیقه ۳۶ ثانیه | ۶۰°۱۸′شمالی ۱۷°۰۶′شرقی / ۶۰٫۳°شمالی ۱۷٫۱°شرقی   | ۱۵۶ کیلومتر (۹۷ مایل)  |                 | [ ۱ ]    |
| ۱۵ نوامبر ۲۸۷۸  | ۱۸:۱۸:۲۸           | ۱۷۶        | کامل   | ۱٫۰۴۳۵ | ۰۳ دقیقه ۰۴ ثانیه | ۵۱°۴۲′جنوبی ۱۰۲°۳۶′غربی / ۵۱٫۷°جنوبی ۱۰۲٫۶°غربی | ۱۷۹ کیلومتر (۱۱۱ مایل) |                 | [ ۱ ]    |
| ۱۲ آوریل ۲۸۷۹   | ۱۹:۲۸:۲۹           | ۱۴۳        | جزئی   | ۰٫۱۱۸۳ | —                 | ۶۱°۳۰′جنوبی ۲۴°۱۲′غربی / ۶۱٫۵°جنوبی ۲۴٫۲°غربی   | —                      |                 | [ ۱ ]    |
| ۱۲ مه ۲۸۷۹      | ۱۲:۱۵:۴۲           | ۱۸۱        | جزئی   | ۰٫۲۰۶۹ | —                 | ۶۲°۵۴′شمالی ۱۲۰°۰۰′غربی / ۶۲٫۹°شمالی ۱۲۰٫۰°غربی | —                      |                 | [ ۱ ]    |
| ۷ اکتبر ۲۸۷۹    | ۰۱:۲۹:۰۴           | ۱۴۸        | جزئی   | ۰٫۳۶۱۲ | —                 | ۶۱°۱۸′شمالی ۱۱۰°۴۸′غربی / ۶۱٫۳°شمالی ۱۱۰٫۸°غربی | —                      |                 | [ ۱ ]    |
| ۵ نوامبر ۲۸۷۹   | ۱۰:۳۰:۵۰           | ۱۸۶        | جزئی   | ۰٫۵۱۲۲ | —                 | ۶۲°۳۰′جنوبی ۸۹°۴۸′غربی / ۶۲٫۵°جنوبی ۸۹٫۸°غربی   | —                      |                 | [ ۱ ]    |
| ۳۱ مارس ۲۸۸۰    | ۲۱:۴۸:۲۹           | ۱۵۳        | حلقه‌ای | ۰٫۹۶۱۹ | ۰۳ دقیقه ۳۲ ثانیه | ۳۶°۴۸′جنوبی ۱۰۵°۰۶′غربی / ۳۶٫۸°جنوبی ۱۰۵٫۱°غربی | ۲۰۱ کیلومتر (۱۲۵ مایل) |                 | [ ۱ ]    |
| ۲۵ سپتامبر ۲۸۸۰ | ۱۳:۴۵:۳۱           | ۱۵۸        | حلقه‌ای | ۰٫۹۹۳۲ | ۰۰ دقیقه ۳۶ ثانیه | ۳۴°۰۰′شمالی ۹°۰۶′شرقی / ۳۴٫۰°شمالی ۹٫۱°شرقی     | ۳۱ کیلومتر (۱۹ مایل)   |                 | [ ۱ ]    |
| ۲۱ مارس ۲۸۸۱    | ۰۷:۱۰:۴۸           | ۱۶۳        | کامل   | ۱٫۰۲۰۱ | ۰۱ دقیقه ۴۹ ثانیه | ۰°۵۴′شمالی ۸۸°۳۶′شرقی / ۰٫۹°شمالی ۸۸٫۶°شرقی     | ۶۸ کیلومتر (۴۲ مایل)   |                 | [ ۱ ]    |
| ۱۴ سپتامبر ۲۸۸۱ | ۱۸:۵۸:۵۵           | ۱۶۸        | حلقه‌ای | ۰٫۹۵۲۷ | ۰۵ دقیقه ۱۵ ثانیه | ۱°۵۴′جنوبی ۹۳°۱۸′غربی / ۱٫۹°جنوبی ۹۳٫۳°غربی     | ۱۷۴ کیلومتر (۱۰۸ مایل) |                 | [ ۱ ]    |
| ۱۰ مارس ۲۸۸۲    | ۲۱:۵۸:۳۲           | ۱۷۳        | کامل   | ۱٫۰۴۷۵ | ۰۳ دقیقه ۳۴ ثانیه | ۳۴°۲۴′شمالی ۱۵۶°۱۲′غربی / ۳۴٫۴°شمالی ۱۵۶٫۲°غربی | ۲۱۵ کیلومتر (۱۳۴ مایل) |                 | [ ۱ ]    |
| ۳ سپتامبر ۲۸۸۲  | ۱۹:۲۵:۳۹           | ۱۷۸        | حلقه‌ای | ۰٫۹۳۹۰ | ۰۵ دقیقه ۵۲ ثانیه | ۴۲°۴۲′جنوبی ۱۲۹°۰۰′غربی / ۴۲٫۷°جنوبی ۱۲۹٫۰°غربی | ۴۰۸ کیلومتر (۲۵۴ مایل) |                 | [ ۱ ]    |
| ۳۰ ژانویه ۲۸۸۳  | ۰۲:۱۵:۴۲           | ۱۴۵        | جزئی   | ۰٫۳۵۸۳ | —                 | ۶۲°۴۸′جنوبی ۶۸°۰۶′غربی / ۶۲٫۸°جنوبی ۶۸٫۱°غربی   | —                      |                 | [ ۱ ]    |
| ۲۸ فوریه ۲۸۸۳   | ۱۳:۴۸:۰۳           | ۱۸۳        | جزئی   | ۰٫۳۰۴۶ | —                 | ۶۱°۳۰′شمالی ۸۴°۴۲′غربی / ۶۱٫۵°شمالی ۸۴٫۷°غربی   | —                      |                 | [ ۱ ]    |
| ۲۵ ژوئیه ۲۸۸۳   | ۱۱:۰۵:۲۲           | ۱۵۰        | جزئی   | ۰٫۷۱۱۶ | —                 | ۶۳°۱۸′شمالی ۱۶۴°۴۲′شرقی / ۶۳٫۳°شمالی ۱۶۴٫۷°شرقی | —                      |                 | [ ۱ ]    |
| ۲۳ اوت ۲۸۸۳     | ۲۲:۱۹:۱۹           | ۱۸۸        | جزئی   | ۰٫۰۰۱۰ | —                 | ۶۱°۴۲′جنوبی ۱۵۲°۰۰′شرقی / ۶۱٫۷°جنوبی ۱۵۲٫۰°شرقی | —                      |                 | [ ۱ ]    |
| ۱۹ ژانویه ۲۸۸۴  | ۱۰:۵۳:۵۳           | ۱۵۵        | حلقه‌ای | ۰٫۹۴۸۹ | ۰۴ دقیقه ۰۷ ثانیه | ۶۱°۴۲′جنوبی ۶۰°۲۴′شرقی / ۶۱٫۷°جنوبی ۶۰٫۴°شرقی   | ۲۶۵ کیلومتر (۱۶۵ مایل) |                 | [ ۱ ]    |
| ۱۴ ژوئیه ۲۸۸۴   | ۰۰:۲۷:۳۹           | ۱۶۰        | کامل   | ۱٫۰۶۳۵ | ۰۴ دقیقه ۵۸ ثانیه | ۴۱°۱۸′شمالی ۱۶۲°۴۸′غربی / ۴۱٫۳°شمالی ۱۶۲٫۸°غربی | ۲۲۲ کیلومتر (۱۳۸ مایل) |                 | [ ۱ ]    |
| ۷ ژانویه ۲۸۸۵   | ۱۲:۲۰:۲۴           | ۱۶۵        | حلقه‌ای | ۰٫۹۱۹۷ | ۱۰ دقیقه ۲۰ ثانیه | ۲۳°۵۴′جنوبی ۱۱°۳۰′شرقی / ۲۳٫۹°جنوبی ۱۱٫۵°شرقی   | ۳۰۴ کیلومتر (۱۸۹ مایل) |                 | [ ۱ ]    |
| ۳ ژوئیه ۲۸۸۵    | ۱۷:۲۹:۵۵           | ۱۷۰        | کامل   | ۱٫۰۷۷۷ | ۰۷ دقیقه ۱۱ ثانیه | ۰°۰۶′شمالی ۷۰°۱۲′غربی / ۰٫۱°شمالی ۷۰٫۲°غربی     | ۲۷۲ کیلومتر (۱۶۹ مایل) |                 | [ ۱ ]    |
| ۲۷ دسامبر ۲۸۸۵  | ۱۱:۳۴:۲۳           | ۱۷۵        | حلقه‌ای | ۰٫۹۲۷۰ | ۰۹ دقیقه ۴۶ ثانیه | ۱۷°۰۶′شمالی ۱۵°۳۶′شرقی / ۱۷٫۱°شمالی ۱۵٫۶°شرقی   | ۳۶۰ کیلومتر (۲۲۰ مایل) |                 | [ ۱ ]    |
| ۲۵ مه ۲۸۸۶      | ۰۰:۰۴:۵۴           | ۱۴۲        | جزئی   | ۰٫۱۲۸۳ | —                 | ۶۸°۳۰′شمالی ۲۶°۴۸′شرقی / ۶۸٫۵°شمالی ۲۶٫۸°شرقی   | —                      |                 | [ ۱ ]    |
| ۲۳ ژوئن ۲۸۸۶    | ۰۹:۳۳:۱۲           | ۱۸۰        | جزئی   | ۰٫۷۱۱۷ | —                 | ۶۵°۴۸′جنوبی ۳۶°۰۶′شرقی / ۶۵٫۸°جنوبی ۳۶٫۱°شرقی   | —                      |                 | [ ۱ ]    |
| ۱۷ نوامبر ۲۸۸۶  | ۰۳:۱۰:۲۴           | ۱۴۷        | جزئی   | ۰٫۱۱۶۲ | —                 | ۶۹°۱۸′جنوبی ۱۲°۰۰′غربی / ۶۹٫۳°جنوبی ۱۲٫۰°غربی   | —                      |                 | [ ۱ ]    |
| ۱۶ دسامبر ۲۸۸۶  | ۱۶:۰۰:۵۳           | ۱۸۵        | جزئی   | ۰٫۴۴۴۳ | —                 | ۶۶°۳۰′شمالی ۵۵°۱۸′غربی / ۶۶٫۵°شمالی ۵۵٫۳°غربی   | —                      |                 | [ ۱ ]    |
| ۱۴ مه ۲۸۸۷      | ۰۶:۵۰:۲۷           | ۱۵۲        | حلقه‌ای | ۰٫۹۵۱۸ | ۰۳ دقیقه ۵۲ ثانیه | ۶۹°۰۰′شمالی ۷۳°۱۸′شرقی / ۶۹٫۰°شمالی ۷۳٫۳°شرقی   | ۲۸۳ کیلومتر (۱۷۶ مایل) |                 | [ ۱ ]    |
| ۶ نوامبر ۲۸۸۷   | ۱۷:۴۵:۳۴           | ۱۵۷        | کامل   | ۱٫۰۵۰۲ | ۰۳ دقیقه ۱۸ ثانیه | ۶۳°۰۰′جنوبی ۹۴°۳۶′غربی / ۶۳٫۰°جنوبی ۹۴٫۶°غربی   | ۲۵۲ کیلومتر (۱۵۷ مایل) |                 | [ ۱ ]    |
| ۲ مه ۲۸۸۸       | ۰۷:۳۱:۱۰           | ۱۶۲        | حلقه‌ای | ۰٫۹۳۶۹ | ۰۸ دقیقه ۱۷ ثانیه | ۱۸°۳۶′شمالی ۸۱°۰۶′شرقی / ۱۸٫۶°شمالی ۸۱٫۱°شرقی   | ۲۳۵ کیلومتر (۱۴۶ مایل) |                 | [ ۱ ]    |
| ۲۶ اکتبر ۲۸۸۸   | ۱۰:۰۳:۰۹           | ۱۶۷        | کامل   | ۱٫۰۵۰۹ | ۰۴ دقیقه ۴۲ ثانیه | ۱۶°۰۰′جنوبی ۳۹°۳۰′شرقی / ۱۶٫۰°جنوبی ۳۹٫۵°شرقی   | ۱۶۹ کیلومتر (۱۰۵ مایل) |                 | [ ۱ ]    |
| ۲۱ آوریل ۲۸۸۹   | ۰۸:۵۳:۵۶           | ۱۷۲        | حلقه‌ای | ۰٫۹۵۷۰ | ۰۴ دقیقه ۴۹ ثانیه | ۲۹°۱۸′جنوبی ۷۲°۲۴′شرقی / ۲۹٫۳°جنوبی ۷۲٫۴°شرقی   | ۲۱۱ کیلومتر (۱۳۱ مایل) |                 | [ ۱ ]    |
| ۱۵ اکتبر ۲۸۸۹   | ۲۳:۲۱:۰۸           | ۱۷۷        | مرکب   | ۱٫۰۰۰۴ | ۰۰ دقیقه ۰۲ ثانیه | ۳۳°۰۶′شمالی ۱۴۵°۳۶′غربی / ۳۳٫۱°شمالی ۱۴۵٫۶°غربی | ۲ کیلومتر (۱٫۲ مایل)   |                 | [ ۱ ]    |
| ۱۲ مارس ۲۸۹۰    | ۰۵:۵۲:۲۶           | ۱۴۴        | جزئی   | ۰٫۳۶۰۰ | —                 | ۷۲°۰۰′شمالی ۲۸°۵۴′شرقی / ۷۲٫۰°شمالی ۲۸٫۹°شرقی   | —                      |                 | [ ۱ ]    |
| ۱۰ آوریل ۲۸۹۰   | ۱۶:۵۱:۰۳           | ۱۸۲        | جزئی   | ۰٫۳۴۳۰ | —                 | ۷۱°۴۲′جنوبی ۶°۱۲′شرقی / ۷۱٫۷°جنوبی ۶٫۲°شرقی     | —                      |                 | [ ۱ ]    |
| ۵ سپتامبر ۲۸۹۰  | ۱۴:۴۹:۰۰           | ۱۴۹        | جزئی   | ۰٫۲۹۸۱ | —                 | ۷۲°۰۰′جنوبی ۹۷°۳۰′غربی / ۷۲٫۰°جنوبی ۹۷٫۵°غربی   | —                      |                 | [ ۱ ]    |
| ۵ اکتبر ۲۸۹۰    | ۰۵:۵۹:۲۶           | ۱۸۷        | جزئی   | ۰٫۱۳۰۷ | —                 | ۷۲°۰۰′شمالی ۱۷۶°۳۶′شرقی / ۷۲٫۰°شمالی ۱۷۶٫۶°شرقی | —                      |                 | [ ۱ ]    |
| ۱ مارس ۲۸۹۱     | ۲۱:۲۲:۰۵           | ۱۵۴        | کامل   | ۱٫۰۴۷۷ | ۰۳ دقیقه ۵۸ ثانیه | ۳۱°۴۲′شمالی ۱۳۵°۱۲′غربی / ۳۱٫۷°شمالی ۱۳۵٫۲°غربی | ۲۰۷ کیلومتر (۱۲۹ مایل) |                 | [ ۱ ]    |
| ۲۵ اوت ۲۸۹۱     | ۱۵:۱۲:۳۹           | ۱۵۹        | حلقه‌ای | ۰٫۹۴۹۸ | ۰۵ دقیقه ۵۲ ثانیه | ۲۸°۳۶′جنوبی ۴۳°۱۸′غربی / ۲۸٫۶°جنوبی ۴۳٫۳°غربی   | ۲۳۸ کیلومتر (۱۴۸ مایل) |                 | [ ۱ ]    |
| ۱۹ فوریه ۲۸۹۲   | ۱۲:۳۴:۵۱           | ۱۶۴        | کامل   | ۱٫۰۲۳۴ | ۰۲ دقیقه ۱۸ ثانیه | ۱۲°۳۶′جنوبی ۹°۵۴′شرقی / ۱۲٫۶°جنوبی ۹٫۹°شرقی     | ۸۰ کیلومتر (۵۰ مایل)   |                 | [ ۱ ]    |
| ۱۳ اوت ۲۸۹۲     | ۱۹:۵۵:۱۰           | ۱۶۹        | حلقه‌ای | ۰٫۹۹۸۸ | ۰۰ دقیقه ۰۸ ثانیه | ۲۱°۵۴′شمالی ۱۰۰°۰۰′غربی / ۲۱٫۹°شمالی ۱۰۰٫۰°غربی | ۴ کیلومتر (۲٫۵ مایل)   |                 | [ ۱ ]    |
| ۷ فوریه ۲۸۹۳    | ۲۲:۵۴:۵۵           | ۱۷۴        | حلقه‌ای | ۰٫۹۶۱۷ | ۰۳ دقیقه ۰۴ ثانیه | ۶۱°۵۴′جنوبی ۱۲۵°۰۶′غربی / ۶۱٫۹°جنوبی ۱۲۵٫۱°غربی | ۲۱۱ کیلومتر (۱۳۱ مایل) |                 | [ ۱ ]    |
| ۳ اوت ۲۸۹۳      | ۰۷:۵۵:۲۵           | ۱۷۹        | کامل   | ۱٫۰۴۴۸ | ۰۲ دقیقه ۴۰ ثانیه | ۷۶°۰۰′شمالی ۱۲۰°۴۲′شرقی / ۷۶٫۰°شمالی ۱۲۰٫۷°شرقی | ۳۲۸ کیلومتر (۲۰۴ مایل) |                 | [ ۱ ]    |
| ۲۹ دسامبر ۲۸۹۳  | ۰۶:۴۲:۰۳           | ۱۴۶        | جزئی   | ۰٫۰۰۲۸ | —                 | ۶۶°۴۸′شمالی ۱۰۰°۰۶′شرقی / ۶۶٫۸°شمالی ۱۰۰٫۱°شرقی | —                      |                 | [ ۱ ]    |
| ۲۸ ژانویه ۲۸۹۴  | ۰۱:۵۲:۴۴           | ۱۸۴        | جزئی   | ۰٫۱۳۹۷ | —                 | ۶۹°۴۲′جنوبی ۳۸°۳۰′غربی / ۶۹٫۷°جنوبی ۳۸٫۵°غربی   | —                      |                 | [ ۱ ]    |
| ۲۴ ژوئن ۲۸۹۴    | ۱۷:۴۹:۱۴           | ۱۵۱        | کامل   | ۱٫۰۶۲۰ | ۰۴ دقیقه ۵۵ ثانیه | ۴۲°۵۴′جنوبی ۶۶°۱۸′غربی / ۴۲٫۹°جنوبی ۶۶٫۳°غربی   | ۵۰۲ کیلومتر (۳۱۲ مایل) |                 | [ ۱ ]    |
| ۱۸ دسامبر ۲۸۹۴  | ۰۶:۴۹:۲۹           | ۱۵۶        | حلقه‌ای | ۰٫۹۳۵۰ | ۰۷ دقیقه ۲۰ ثانیه | ۳۷°۰۰′شمالی ۹۹°۲۴′شرقی / ۳۷٫۰°شمالی ۹۹٫۴°شرقی   | ۴۹۲ کیلومتر (۳۰۶ مایل) |                 | [ ۱ ]    |
| ۱۴ ژوئن ۲۸۹۵    | ۰۸:۴۵:۵۱           | ۱۶۱        | کامل   | ۱٫۰۲۷۸ | ۰۲ دقیقه ۵۵ ثانیه | ۱۲°۵۴′شمالی ۶۵°۵۴′شرقی / ۱۲٫۹°شمالی ۶۵٫۹°شرقی   | ۹۶ کیلومتر (۶۰ مایل)   |                 | [ ۱ ]    |
| ۷ دسامبر ۲۸۹۵   | ۱۳:۲۷:۲۳           | ۱۶۶        | حلقه‌ای | ۰٫۹۹۷۴ | ۰۰ دقیقه ۱۷ ثانیه | ۱۵°۱۸′جنوبی ۷°۲۴′غربی / ۱۵٫۳°جنوبی ۷٫۴°غربی     | ۹ کیلومتر (۵٫۶ مایل)   |                 | [ ۱ ]    |
| ۲ ژوئن ۲۸۹۶     | ۱۷:۱۹:۱۵           | ۱۷۱        | حلقه‌ای | ۰٫۹۶۸۳ | ۰۲ دقیقه ۴۲ ثانیه | ۵۸°۳۰′شمالی ۷۹°۰۰′غربی / ۵۸٫۵°شمالی ۷۹٫۰°غربی   | ۱۴۴ کیلومتر (۸۹ مایل)  |                 | [ ۱ ]    |
| ۲۶ نوامبر ۲۸۹۶  | ۰۲:۴۸:۱۹           | ۱۷۶        | کامل   | ۱٫۰۴۲۷ | ۰۳ دقیقه ۰۲ ثانیه | ۵۳°۳۶′جنوبی ۱۳۴°۴۲′شرقی / ۵۳٫۶°جنوبی ۱۳۴٫۷°شرقی | ۱۷۳ کیلومتر (۱۰۷ مایل) |                 | [ ۱ ]    |
| ۲۳ آوریل ۲۸۹۷   | ۰۲:۴۳:۱۷           | ۱۴۳        | جزئی   | ۰٫۰۳۸۰ | —                 | ۶۱°۵۴′جنوبی ۱۴۱°۱۲′غربی / ۶۱٫۹°جنوبی ۱۴۱٫۲°غربی | —                      |                 | [ ۱ ]    |
| ۲۲ مه ۲۸۹۷      | ۱۹:۰۵:۵۷           | ۱۸۱        | جزئی   | ۰٫۳۱۸۶ | —                 | ۶۳°۴۲′شمالی ۱۲۸°۴۲′شرقی / ۶۳٫۷°شمالی ۱۲۸٫۷°شرقی | —                      |                 | [ ۱ ]    |
| ۱۷ اکتبر ۲۸۹۷   | ۰۹:۲۵:۳۱           | ۱۴۸        | جزئی   | ۰٫۲۷۲۳ | —                 | ۶۱°۳۶′شمالی ۱۲۱°۵۴′شرقی / ۶۱٫۶°شمالی ۱۲۱٫۹°شرقی | —                      |                 | [ ۱ ]    |
| ۱۵ نوامبر ۲۸۹۷  | ۱۸:۵۴:۰۰           | ۱۸۶        | جزئی   | ۰٫۵۶۲۳ | —                 | ۶۳°۰۶′جنوبی ۱۳۵°۵۴′شرقی / ۶۳٫۱°جنوبی ۱۳۵٫۹°شرقی | —                      |                 | [ ۱ ]    |
| ۱۲ آوریل ۲۸۹۸   | ۰۵:۳۱:۴۲           | ۱۵۳        | حلقه‌ای | ۰٫۹۶۶۹ | ۰۳ دقیقه ۰۶ ثانیه | ۳۶°۱۲′جنوبی ۱۳۸°۵۴′شرقی / ۳۶٫۲°جنوبی ۱۳۸٫۹°شرقی | ۱۸۵ کیلومتر (۱۱۵ مایل) |                 | [ ۱ ]    |
| ۶ اکتبر ۲۸۹۸    | ۲۱:۱۳:۴۱           | ۱۵۸        | حلقه‌ای | ۰٫۹۸۶۴ | ۰۱ دقیقه ۱۳ ثانیه | ۳۴°۰۶′شمالی ۱۰۱°۴۸′غربی / ۳۴٫۱°شمالی ۱۰۱٫۸°غربی | ۶۷ کیلومتر (۴۲ مایل)   |                 | [ ۱ ]    |
| ۱ آوریل ۲۸۹۹    | ۱۵:۲۴:۳۵           | ۱۶۳        | کامل   | ۱٫۰۲۵۵ | ۰۲ دقیقه ۱۷ ثانیه | ۳°۴۸′شمالی ۳۴°۱۸′غربی / ۳٫۸°شمالی ۳۴٫۳°غربی     | ۸۷ کیلومتر (۵۴ مایل)   |                 | [ ۱ ]    |
| ۲۶ سپتامبر ۲۸۹۹ | ۰۱:۵۵:۲۶           | ۱۶۸        | حلقه‌ای | ۰٫۹۴۸۶ | ۰۵ دقیقه ۴۴ ثانیه | ۲°۴۲′جنوبی ۱۶۳°۵۴′شرقی / ۲٫۷°جنوبی ۱۶۳٫۹°شرقی   | ۱۸۹ کیلومتر (۱۱۷ مایل) |                 | [ ۱ ]    |
| ۲۲ مارس ۲۹۰۰    | ۰۶:۳۰:۵۲           | ۱۷۳        | کامل   | ۱٫۰۵۱۰ | ۰۳ دقیقه ۴۴ ثانیه | ۳۶°۵۴′شمالی ۷۵°۱۸′شرقی / ۳۶٫۹°شمالی ۷۵٫۳°شرقی   | ۲۲۴ کیلومتر (۱۳۹ مایل) |                 | [ ۱ ]    |
| ۱۵ سپتامبر ۲۹۰۰ | ۰۲:۰۹:۴۳           | ۱۷۸        | حلقه‌ای | ۰٫۹۳۹۴ | ۰۵ دقیقه ۵۲ ثانیه | ۴۰°۰۶′جنوبی ۱۳۳°۰۶′شرقی / ۴۰٫۱°جنوبی ۱۳۳٫۱°شرقی | ۳۴۰ کیلومتر (۲۱۰ مایل) |                 | [ ۱ ]    |